# Site archéologique de Jublains
Vous lisez un « bon article » labellisé en 2010.
Le site archéologique de Jublains est un ensemble de vestiges, datés principalement de l'époque romaine, présents sur le territoire de l'actuelle commune française de Jublains, située dans le département de la Mayenne (région des Pays de la Loire).
Lieu d'un sanctuaire du peuple celte des Diablintes, une ville du nom de Noviodunum décidée par le pouvoir romain, devient la capitale de ce peuple au moment de l'organisation administrative augustéenne et s'urbanise dans la seconde moitié du Ier siècle. La cité est dotée d'une parure monumentale, avec un ensemble de monuments publics témoignant de la diffusion du mode de vie romain : théâtre, forum et thermes, outre le sanctuaire celte qui est reconstruit en dur et le castellum. La cité témoigne aussi des difficultés rencontrées à partir du IIIe siècle, avec la construction d'un élément fortifié qui constitue encore l'élément le plus impressionnant du site. Durant l'Antiquité tardive, la cité perd son statut de capitale, lorsque l'entité diablinte est rattachée au territoire des Cénomans.
Même si un simple bourg a remplacé la cité romaine, les vestiges remarquablement conservés font de Jublains un site considéré comme exceptionnel dans l'Ouest de la France. Le département de la Mayenne a ainsi décidé de procéder à de nombreuses acquisitions foncières afin que les recherches puissent se poursuivre. Un parcours archéologique, ponctué de bornes à l'attention des visiteurs, offre un cheminement permettant d'accéder aux différents monuments situés dans le village ainsi qu'aux terrains archéologiques réservés à la fouille.

## Histoire

### Site celte

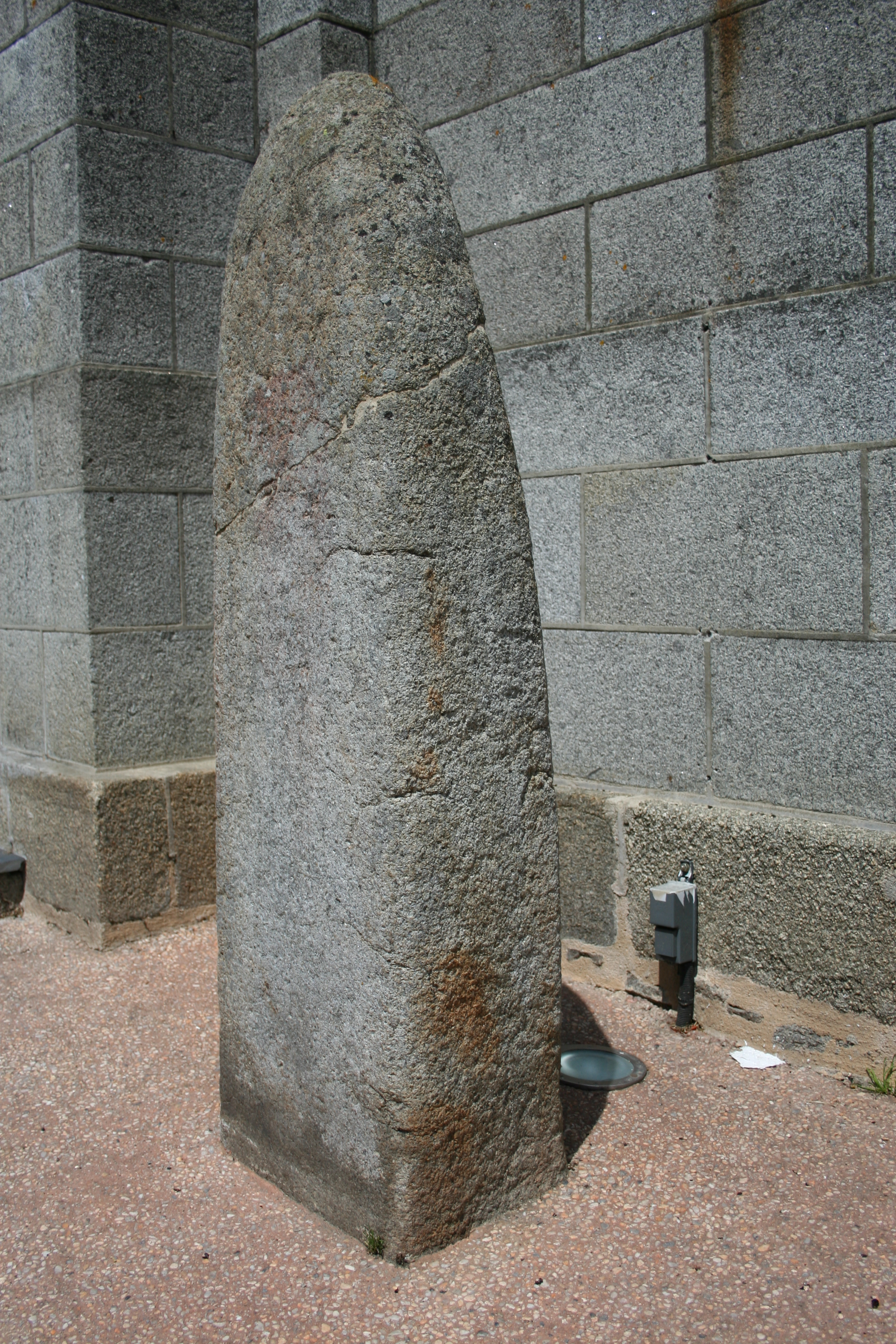
Stèle gauloise découverte contre un mur de l'église en 1878 et réinstallée sur son parvis.

Le site de Jublains a été occupé au moins depuis l'époque de La Tène, sans avoir toutefois de caractère urbain à cette époque, ce que confirment les découvertes archéologiques. Le site n'est guère éloigné de l'important oppidum de Moulay qui possède un espace enceint de 135 hectares, avec un double rempart. Un dépôt votif d'épées de cette période a été découvert lors des fouilles du sanctuaire au XIXe siècle. Le site a aussi livré à la fin des années 1970 des poteries aux motifs imprimés au doigt de type armoricain. Un monolithe a par ailleurs été découvert lors de la reconstruction de l'église du village en 1877, élément pouvant être daté de l'âge du fer ; un autre élément lithique est exposé dans la cavea du théâtre. Enfin, des enclos gaulois ont été mis en lumière lors de fouilles des années 1970, les excavations livrant un matériel interprété comme lié à un atelier monétaire. Des statères d'or ont également été mis au jour.

### Cité gallo-romaine

Les peuples gaulois de l'Ouest de la France actuelle.

La présence d’un village construit au pied d'un temple de bois, sans doute l'un des sanctuaires du peuple celte des Diablintes et l'importance de ce lieu de culte expliquent sans doute le choix d'implanter une cité à cet emplacement à l'époque de la domination romaine,.
Une ville baptisée Noviodunum (selon l'étymologie gauloise « la nouvelle forteresse ») est fondée, chef-lieu des Diablintes dans la réorganisation du territoire opérée par Auguste. La ville est citée par Ptolémée et figure sur la Table de Peutinger où elle est dénommée de façon erronée Nu dionnum sur la même voie qu'Araegenue. La cité était un carrefour routier important, avec des liaisons avec une dizaine de cités.
L'urbanisation du site débute vers l'an 20, mais encore de manière désorganisée. Le milieu du Ier siècle voit une accélération de l'intégration de la cité diablinte à l'Empire romain, dont témoignent les découvertes monétaires faites sur le site ou aux alentours.

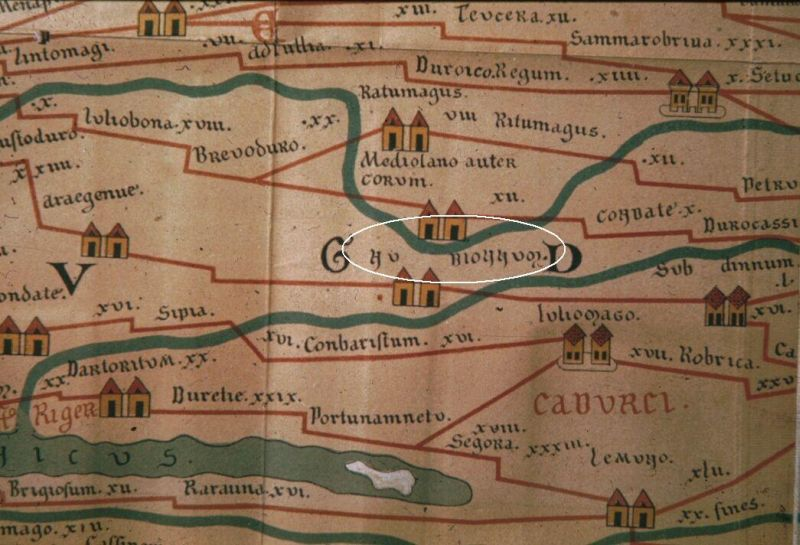
Noviodunum sur la Table de Peutinger

Le temple est reconstruit en pierres après 65 et des monuments publics, qui se veulent une implantation d'éléments du mode de vie romain, sont élevés et contribuent à la romanisation des populations locales : thermes, théâtre et forum.
Dans la deuxième moitié du Ier siècle, Noviodunum est dotée d'un plan d'urbanisme. Cependant, le réseau de rues perpendiculaires conçu est largement surdimensionné car la cité n'occupa jamais le quadrillage prévu à l'origine. De ce fait, une partie du site reste non urbanisée. Néanmoins, dans ce plan d'urbanisme, l'axe d'implantation nord-ouest/sud-est des bâtiments publics traduit les orientations et l'emprise urbaine souhaitées de prime abord.
À la fin du IIe siècle ou au IIIe siècle débute la construction de l'élément le plus célèbre des vestiges romains existants, le castellum. Cette construction est considérée comme la fortification romaine actuellement la mieux conservée en France. Le site a d'abord été décrit dans ses fonctions militaires mais, dans les années 1970, les travaux de René Rebuffat mettent en exergue son caractère d'entrepôt à annone (réception des chargements de céréales en transit ou stock permanent de ravitaillement), fonction permise par la situation routière favorable de Noviodunum. Selon le même savant, la construction de la muraille est entreprise sous le règne de Dioclétien et n'a pas été achevée en raison de la perte d'importance stratégique de la cité.

### Déclin progressif

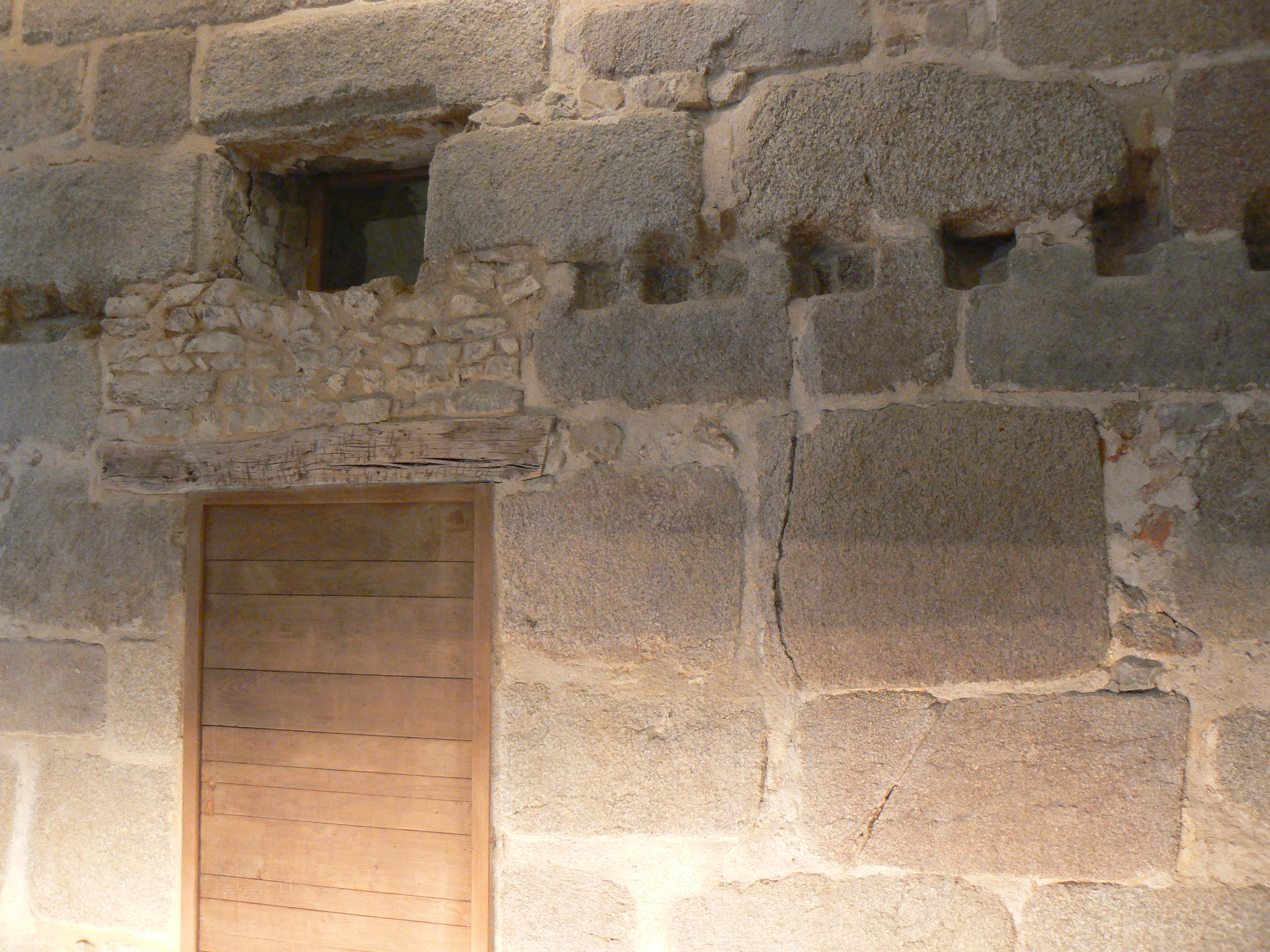
Réemploi de blocs de la forteresse de Jublains dans le château de Mayenne

La cité périclite à partir du IVe siècle comme en témoignent les découvertes de céramiques d'importation ou même de monnaies s'arrêtant sous le règne de Constantin ou Magnence,. La cité de Noviodunum se trouve alors loin des nouvelles routes orientées vers le limes germanique et surtout est concurrencée par d'autres cités en plein essor comme le Mans.
À la fin du IVe siècle ou au début du Ve siècle la cité diablinte est intégrée au territoire des Aulerques Cénomans, le site devenant un simple vicus. Le site continue d'être occupé même si c'est Vindunum, la capitale des cénomans et qui deviendra Le Mans, qui est la cité importante de la région et le siège de l'évêché, le repli étant très progressif. Au cours de cette phase, les thermes sont transformés en église et un habitat se développe à l'époque mérovingienne sur les ruines d'une villa romaine et même sur celles du théâtre. Aux VIe – VIIIe siècles, le site reste le lieu d'un relais militaire face aux Bretons.
Le site perd son caractère urbain au Xe siècle, les ruines du castellum étant l'objet d'un remploi dans le château de Mayenne, dans le cadre de ce que les archéologues Anne Bocquet et Jacques Naveau nomment une « véritable translation du lieu de pouvoir ». Le caractère rural du bourg permet cependant la relative bonne conservation des édifices publics et de l'emprise de l'ancienne cité.

## Redécouverte du site
La cité diablinte est oubliée dès le Xe siècle mais, à partir de la fin du XVIe siècle, les commentateurs de Jules César tentent de la localiser, en particulier en Bretagne. Le chanoine Jean Lebeuf identifie la ville en 1739 par une étude des sources classiques et des informations issues d'une enquête sur les antiquités du diocèse du Mans.

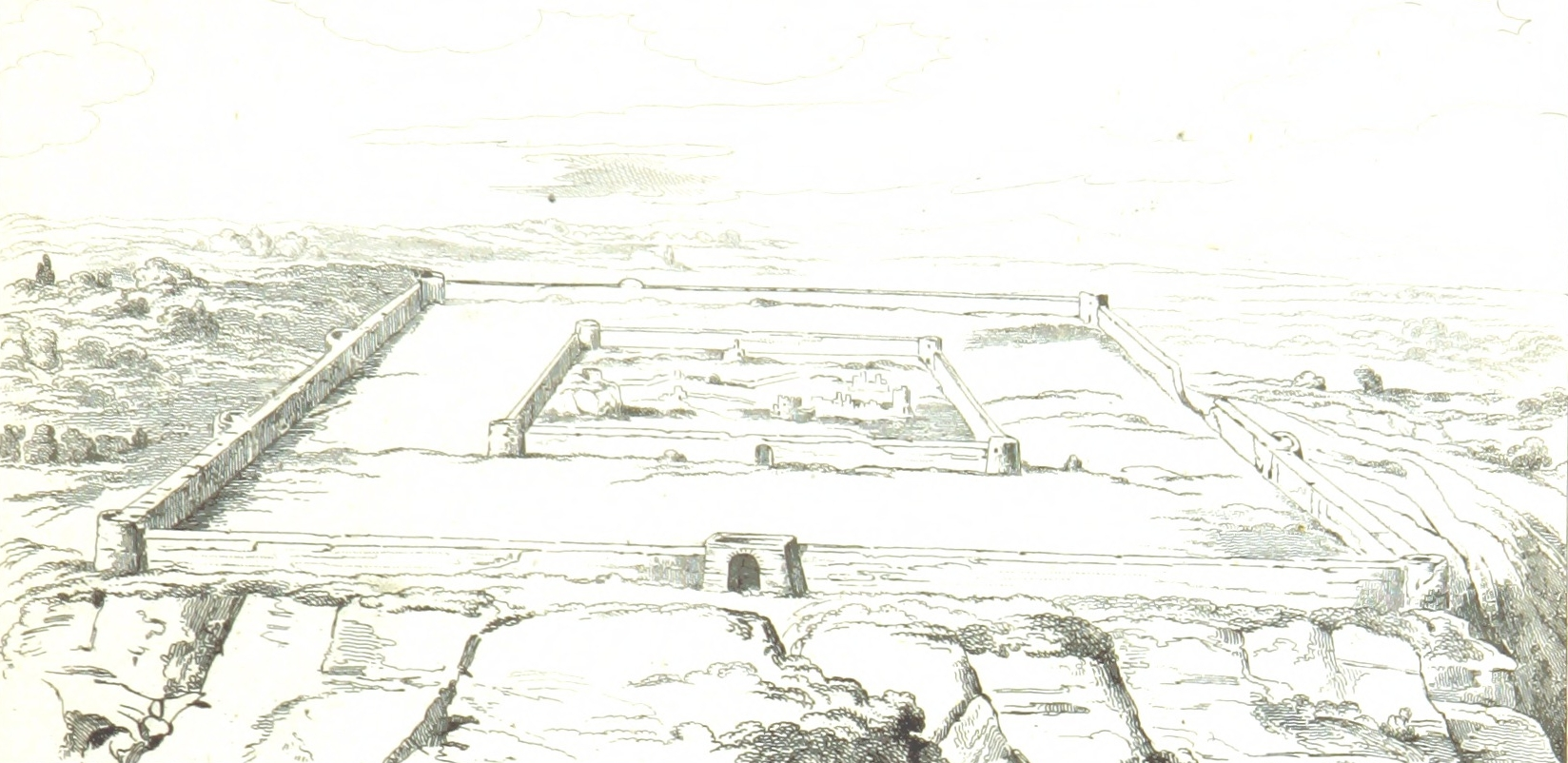
Représentation de la forteresse en 1836

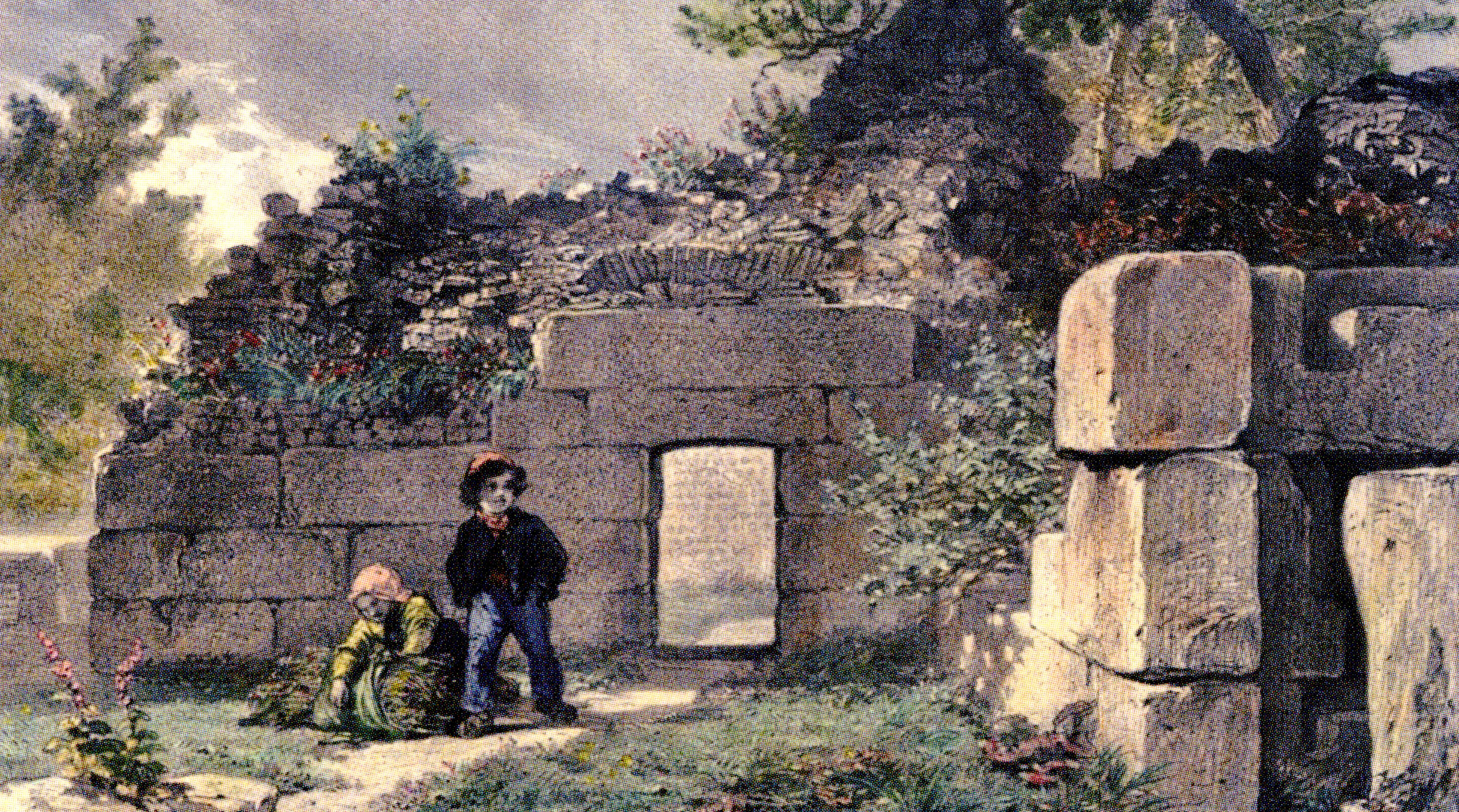
Enfants jouant dans la forteresse de Jublains, gravure par le baron Jean-Baptiste Heraclée Olivier de Wismes, 1862

Une découverte fortuite en 1776 permet de mettre au jour une vaste mosaïque et contribue à asseoir la thèse du chanoine Lebeuf, même si des contestations contre toute évidence ont encore lieu au XIXe siècle. D'autres fouilles dans le secteur de La Tonnelle, à la fin du XVIIIe siècle, permettent d'exhumer des vestiges importants et longtemps visibles, mais ayant disparu depuis.
La redécouverte de la cité comme digne d'intérêt au plan archéologique remonte au début du XIXe siècle, durant la période de la Monarchie de Juillet, en particulier avec le rôle d'Arcisse de Caumont et Prosper Mérimée. Le second intervient auprès des autorités départementales afin que celles-ci achètent et protègent le castellum. Le site est inscrit sur la première liste des Monuments historiques, sous le nom de « restes du camp romain », en 1840, ce qui finit d'en assurer la pérennité.

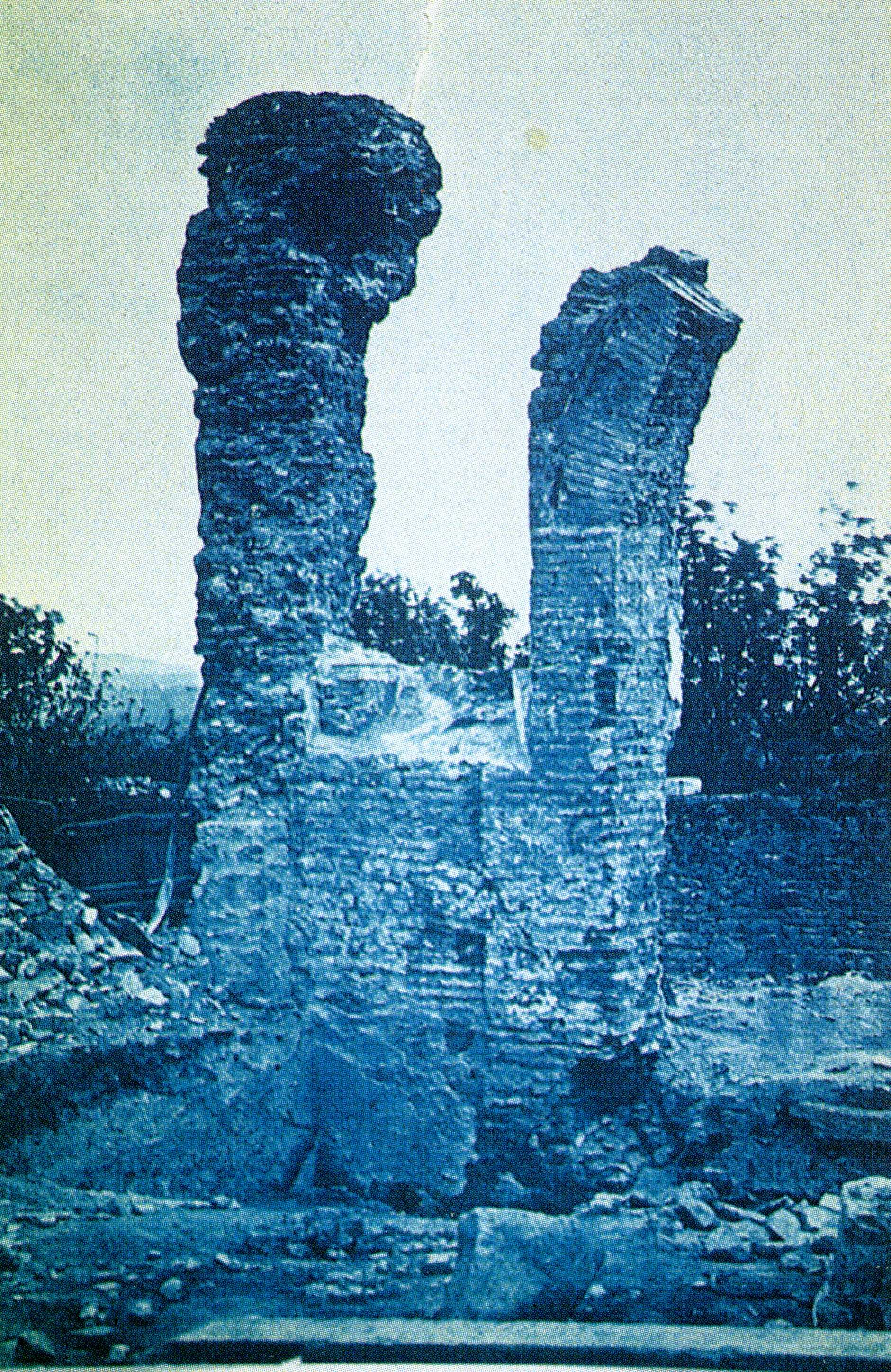
Murs en élévation des thermes lors de la destruction de l'ancienne église en 1877 (disparus de l'édifice actuel)

Les fouilles du XIXe siècle ont lieu principalement entre 1834 et 1870 et permettent la découverte des principaux bâtiments de la cité romaine, ainsi que la publication des travaux des principaux protagonistes : François-Jean Verger et surtout Augustin Magdelaine et Henri Barbe. Au début du XXe siècle l'archéologie locale recule au profit d'un pillage important à des fins de récupération de matériaux de construction.
Les fouilles scientifiques reprennent à partir de 1942, avec pour acteurs essentiels Robert Boissel et René Diehl, sur le site du sanctuaire mais également dans les thermes. Des travaux de voirie entre 1957 et 1969 sont l'occasion de relevés minutieux et toujours utilisables. Dans les années 1970 ont lieu les fouilles de la nécropole du sud-ouest et une opération de sauvetage à l'occasion de travaux sur un terrain de sport. À cette époque, une génération nouvelle travaille à Jublains : en 1975 débute l'étude magistrale du castellum par René Rebuffat, d'autres chercheurs travaillant quant à eux sur le théâtre et le sanctuaire.
Depuis les années 1980, et en particulier avec la mise en place d'un service archéologique en 1988, le département de la Mayenne procède à de vastes aménagements afin de rendre plus visible la présence de la ville antique. Entre 1990 et 1996, la collectivité acquiert une superficie importante de terrains pour permettre un aménagement du site et la constitution d'une réserve archéologique importante. Un musée, implanté sur le territoire de la cité dès 1969, se spécialise dans l'exposition des vestiges gallo-romains découverts sur le territoire mayennais.
Depuis la fin des années 1980, les recherches s'attachent plus particulièrement à la connaissance de la ville et de son plan. Les fouilles systématiques se focalisent alors sur l'habitat ainsi que sur les ateliers d'artisans présents dans la cité diablinte. La recherche tend à s'intéresser à l'étude des différences présentes entre un projet urbanistique et les réalisations effectives, constatées par l'archéologie.

## Éléments du site

Plan du site archéologique et emprise du bourg actuel.

### Urbanisme

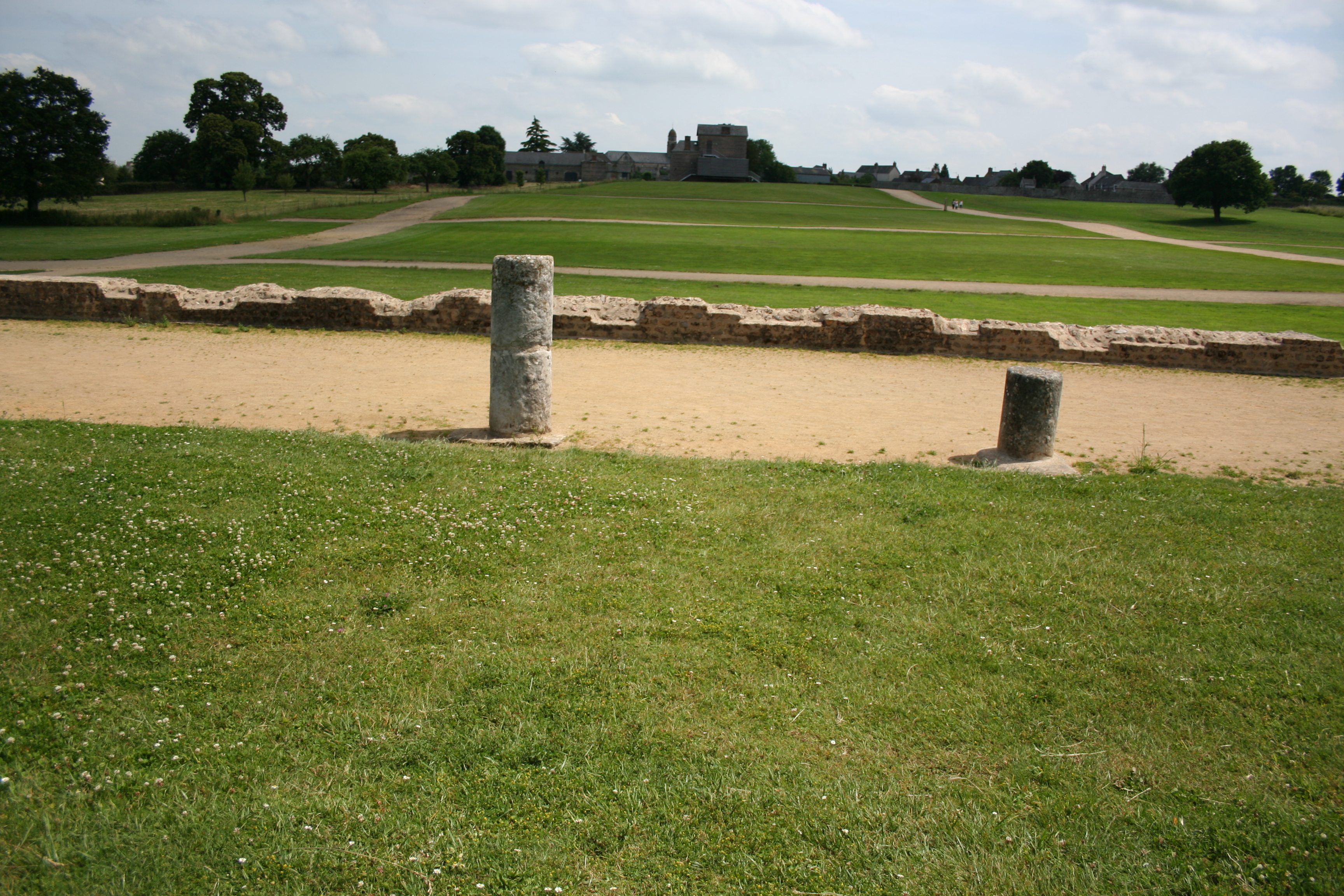
Noviodunum s'est développée selon un plan orthogonal comprenant des rues romaines délimitant des îlots urbains restituées par des allées de sable et des carrés de pelouse.

La ville antique n'est recouverte par des constructions que sur un tiers de sa superficie, le reste étant disponible pour la recherche archéologique. Le plan orthogonal, d'une surface de vingt hectares, semble dater du règne des Flaviens. Alors que l'organisation interne des insulae est variée, les rues perpendiculaires qui dessinent quarante îlots urbains de taille variable (dimensions variant de part et d'autre d'une moyenne de 70 m) ont été repérées au milieu des années 1990 grâce à des campagnes de prospections électriques de résistivité et de prospections aériennes.
Les archéologues ont retrouvé les nécropoles de la cité, ce qui permet de placer de façon assez sûre les limites de l'emprise urbaine. Cependant, des traces d'organisation au-delà de ses limites occidentales ont suscité un doute, même si les archéologues ont pu considérer avec prudence ces traces comme liées à une centuriation de la campagne environnante. Selon Jacques Naveau, « la caractéristique principale de ce plan est l'alignement des bâtiments publics selon un axe nord-sud, qui paraît central » sur une longueur de 800 mètres,. Ce même auteur rattache cet alignement à l'origine religieuse de la cité.
Deux axes larges de sept mètres organisent en effet le réseau urbain, les rues secondaires étant larges quant à elles de 4 à 4,5 mètres. Au moins deux stades d'élaboration de la voirie ont été mis en évidence, le second stade étant postérieur au Ier siècle.
La cité ne semble pas avoir disposé d'égouts dans les rues, hormis un dispositif permettant d'évacuer les eaux usées du complexe thermal, ni d'aqueduc hormis celui, souterrain, qui alimentait les thermes situés sous l'église actuelle.
La partie sud-est de la cité ne semble pas avoir connu l'urbanisation initialement prévue, l'espace étant utilisé à des fins artisanales. Des ateliers, dont ceux de potiers, de verriers, de bouchers, de charcutiers, de forgerons et de cordonniers, et des habitations éparses donnent une emprise totale de la cité diablinte de cent hectares.

### Forum
Sur le lieu-dit La Tonnelle, des fouilles réalisées dans le dernier tiers du XIXe siècle — en 1864 par Henri Barbe et en 1865-1870 par Jean-Charles Chedeau et Charles de Sarcus — permettent de dégager un vaste espace à portiques de 52 mètres de long du nord au sud (voire le double) et de 55 mètres environ de largeur d'est en ouest (soit une surface avoisinant les 3 000 m2) ; sur son côté septentrional, il possède un certain nombre de petites pièces. Cet espace bâti en opus mixtum a été interprété comme une villa par les premiers fouilleurs. Cependant, Jacques Naveau l'identifie comme le lieu du forum de la cité, les inscriptions découvertes sur le site pouvant confirmer cette identification ; l'une, sur un autel avec des rouelles, porte une dédicace à Jupiter. Comme elle a été ensuite déposée dans la forteresse sans protection, les intempéries en ont rendu la lecture impossible. L'autel est désormais exposé au musée de Jublains.
Lors de ses recherches, Henri Barbe a découvert une monnaie arborant le portrait de Tibère, ce qui permet d'envisager une construction de l'ensemble après le règne de ce dernier. Sur le site a été aussi découverte une inscription mentionnant des bains.

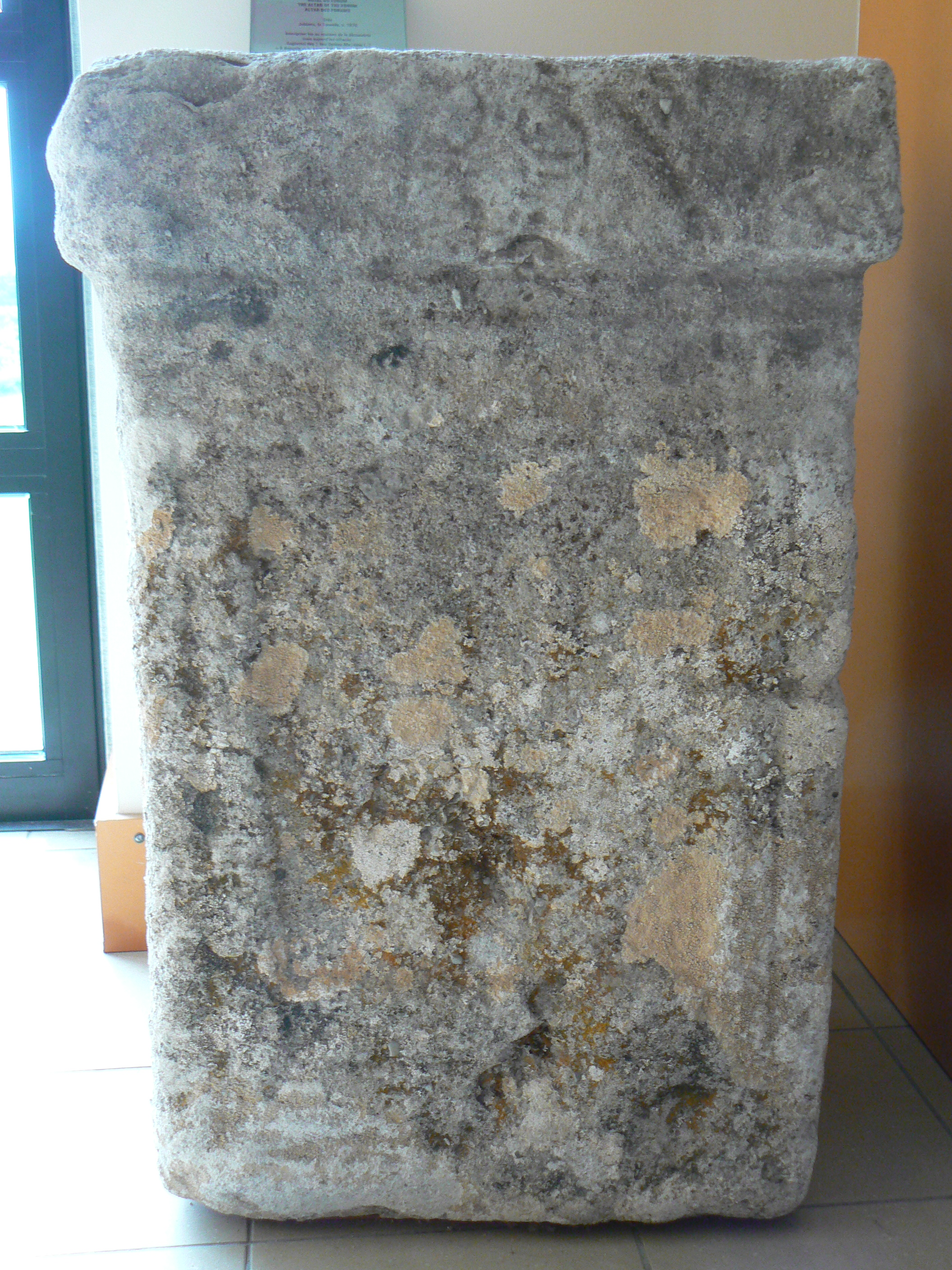
Autel retrouvé sur le site de La Tonnelle au texte effacé après des décennies d'exposition aux intempéries[32], grès, musée de Jublains
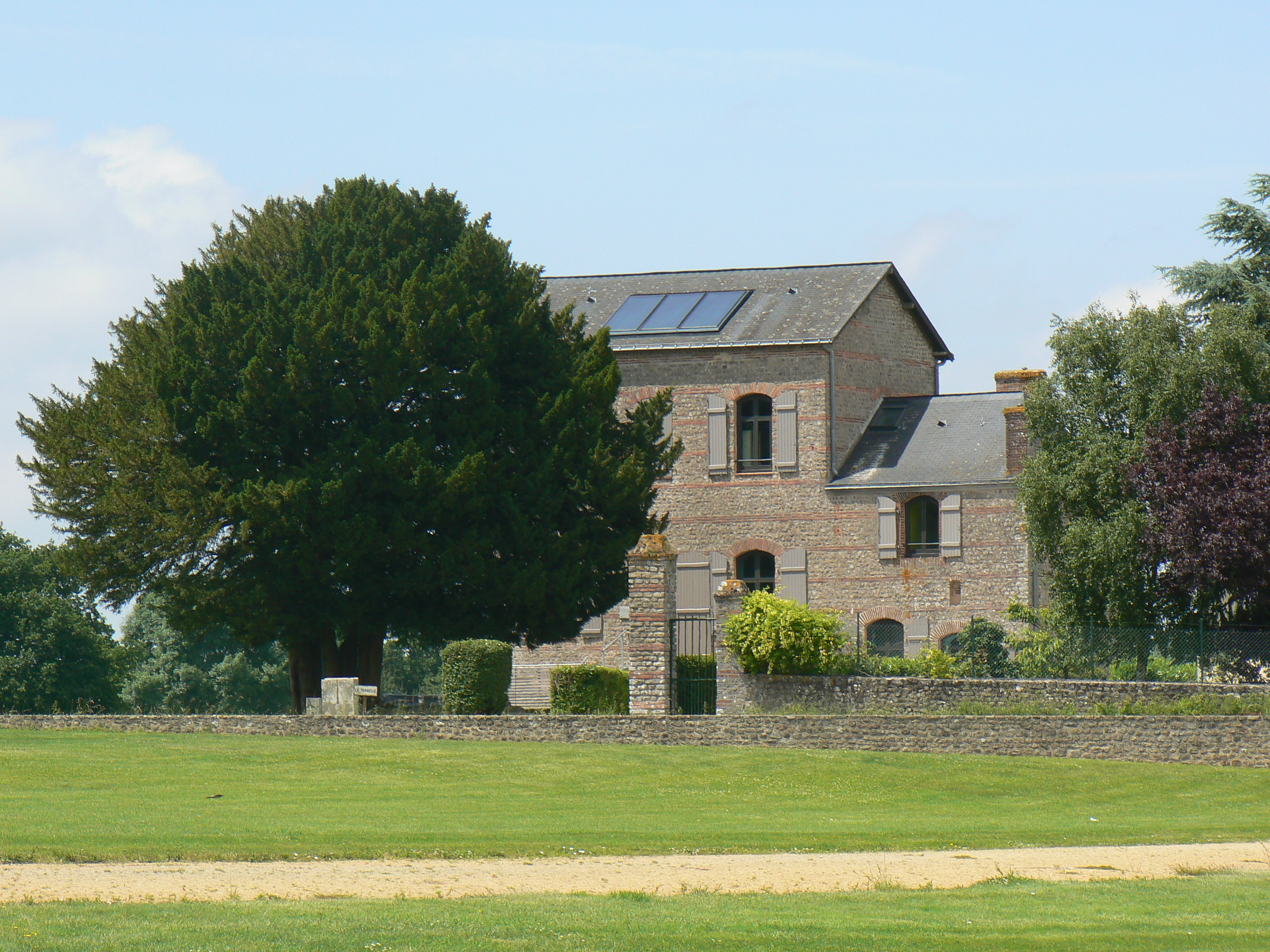
Construction de la fin du XIXe siècle en style romanisant à l'emplacement du forum

### Théâtre
Acquis par le département en 1915 et classé monument historique en 1917,, le théâtre a été construit vers 81-83 sous le règne de Domitien ; la datation découle d'une dédicace à l'empereur dégagée lors des fouilles et mentionnant le nom du donateur. Établi sur le versant du plateau qui borde la ville, aujourd'hui face à un panorama de bocage avec en arrière-fond les collines des Coëvrons, il a été offert à la cité par un riche commerçant du nom d'Orgétorix, comme en témoigne le fragment d'inscription trouvé en 1989 et désormais placé dans le musée. Cette inscription était présente en plusieurs exemplaires dans le bâtiment. Ce don témoigne de l'évergétisme d'un membre de l'élite gauloise en voie d'assimilation.
Identifiée au milieu du XIXe siècle et fouillée à plusieurs reprises, par Augustin Magdelaine (1843), Henri Barbe (vers 1865) et le service des monuments historiques (1926-1928), la bâtisse n'a cependant été totalement dégagée que dans les années 1980, avec une étude générale de Bernard Debien (1985) puis les fouilles de Françoise Dumasy (1991-1995). À un premier monument, de plan provincial presque circulaire, s'est substitué au cours du IIe siècle, sans doute sous le règne d'Hadrien, un théâtre plus vaste au « plan plus proche du modèle classique en demi-cercle »,, permettant d'y donner des spectacles ayant lieu en amphithéâtre. Des combats de fauves semblent n'y avoir jamais eu lieu compte tenu de l'absence d'installations assurant la sécurité des spectateurs.

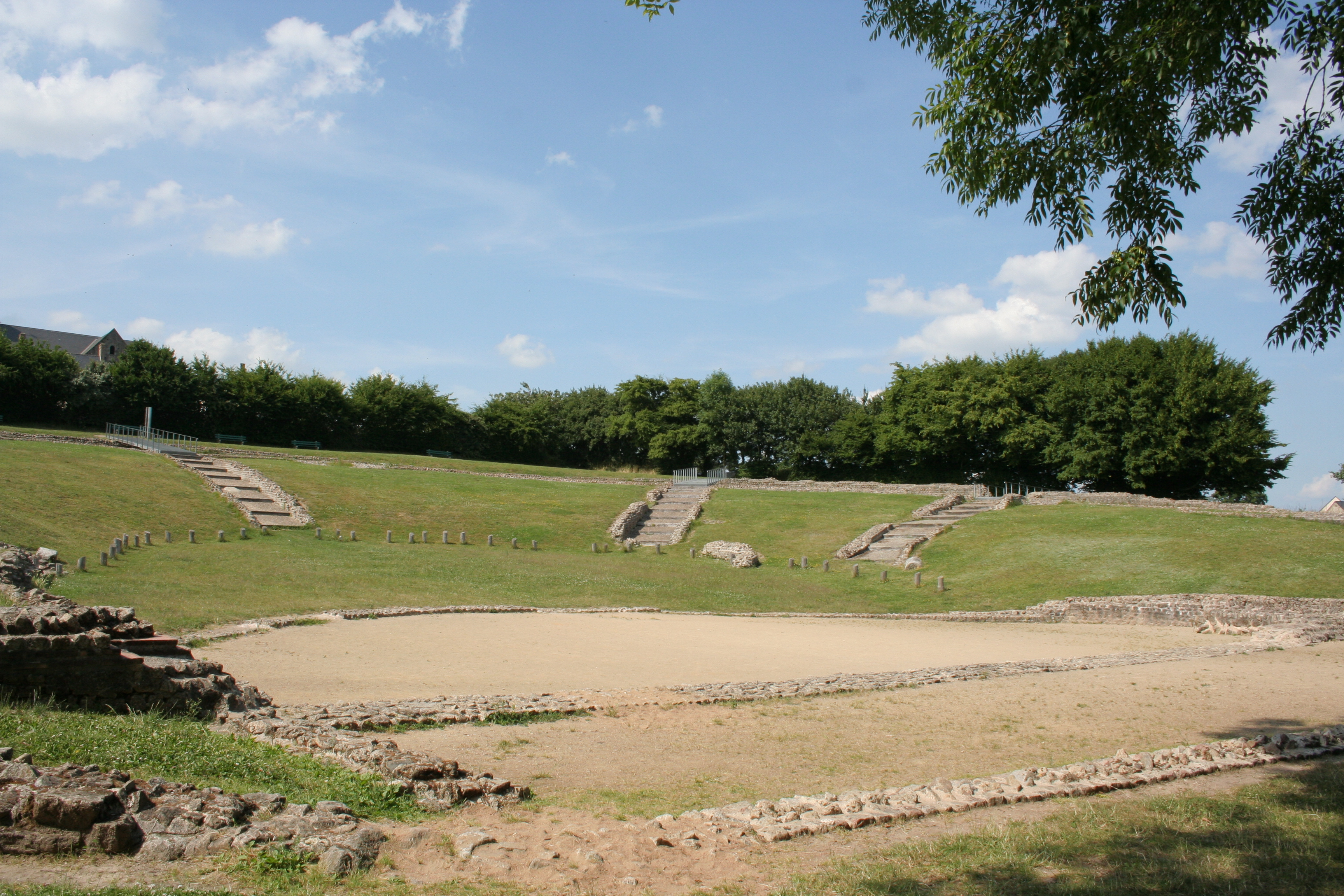
Théâtre vu de l'arrière de la scène

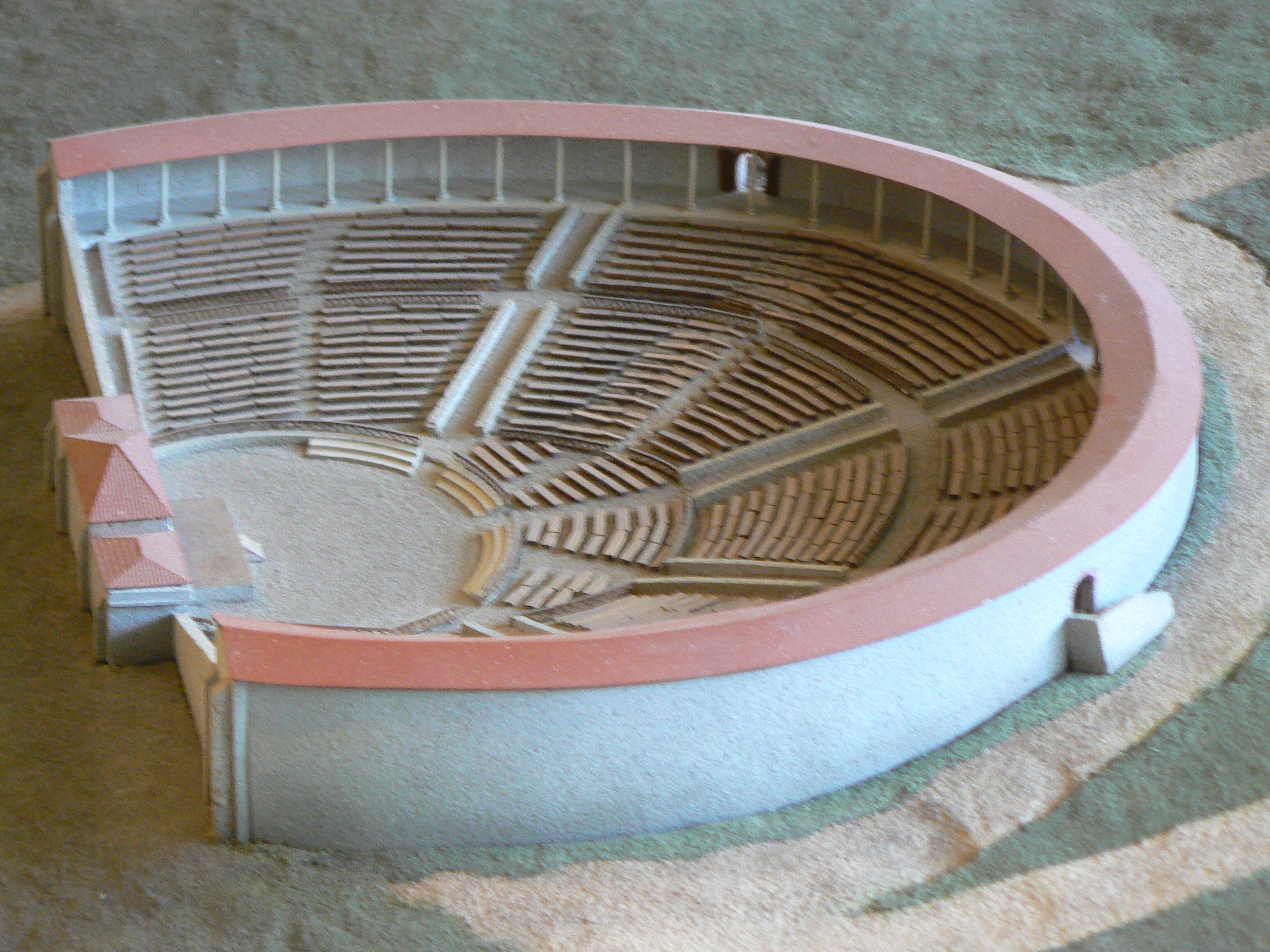
Maquette du théâtre exposée au musée

La construction était d'un type fréquemment utilisé en Gaule, joignant la pierre à un large usage du bois. Utilisant une pente naturelle du terrain, les gradins étaient construits dans ce dernier matériau. Le décor sculpté est très largement méconnu. Cependant, les archéologues ont retrouvé dans les fouilles du castellum des fragments supposés provenir du même élément de décoration et dénommé « pilier aux masques ». Ce décor évoquant une scène de théâtre a été trouvé en réemploi dans les fondations nord-est de la forteresse. Les archéologues ont également retrouvé des statuettes de Vénus en terre cuite et une stèle monolithique de l'âge du fer qui est encore placée sur le côté droit de l'orchestra.
Le lieu est encore utilisé pour des manifestations culturelles, cinéma, théâtre et concerts.

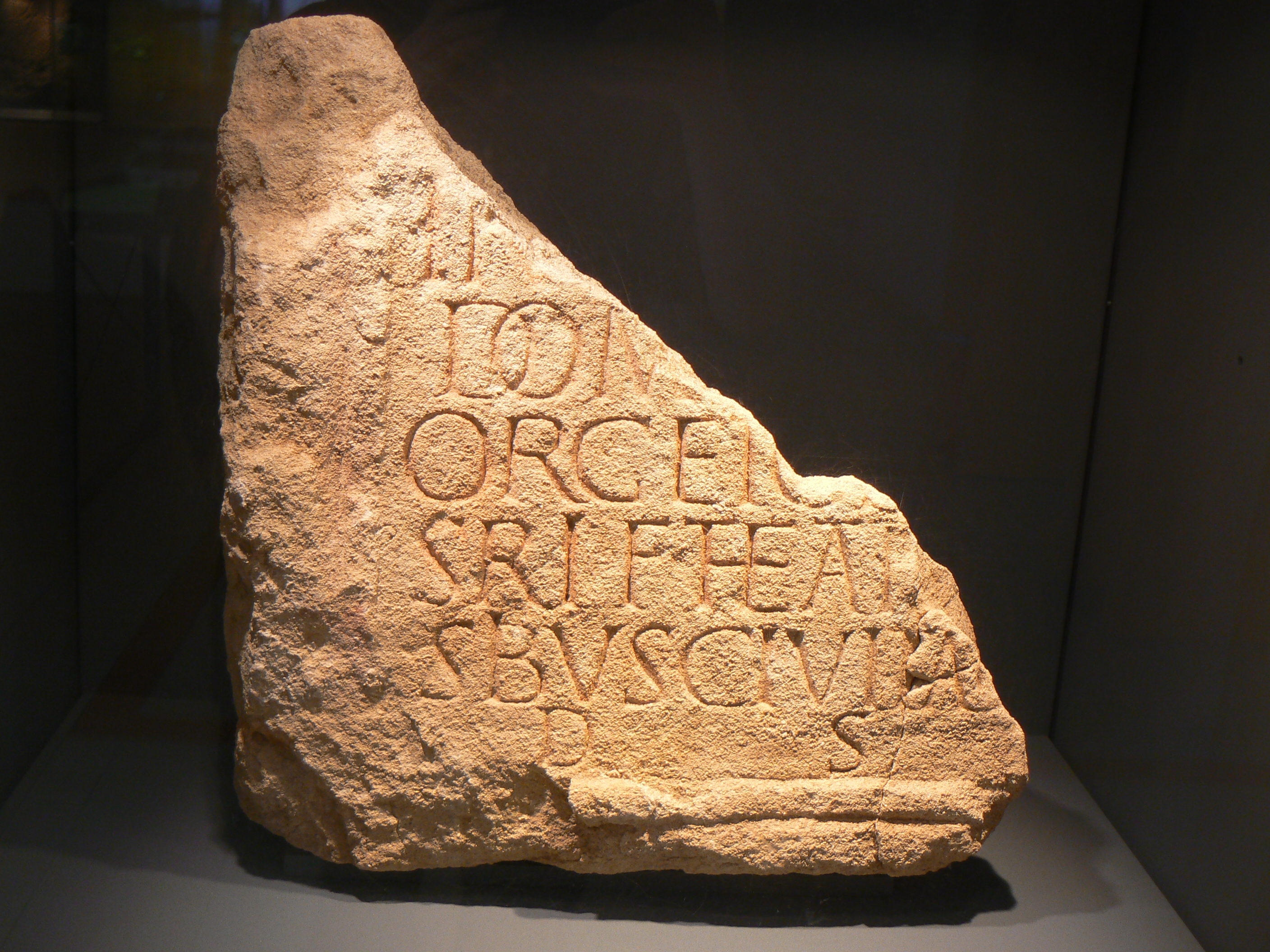
Fragment de la dédicace figurant le nom de l'évergète Orgétorix, calcaire coquillier, Musée archéologique départemental de Jublains
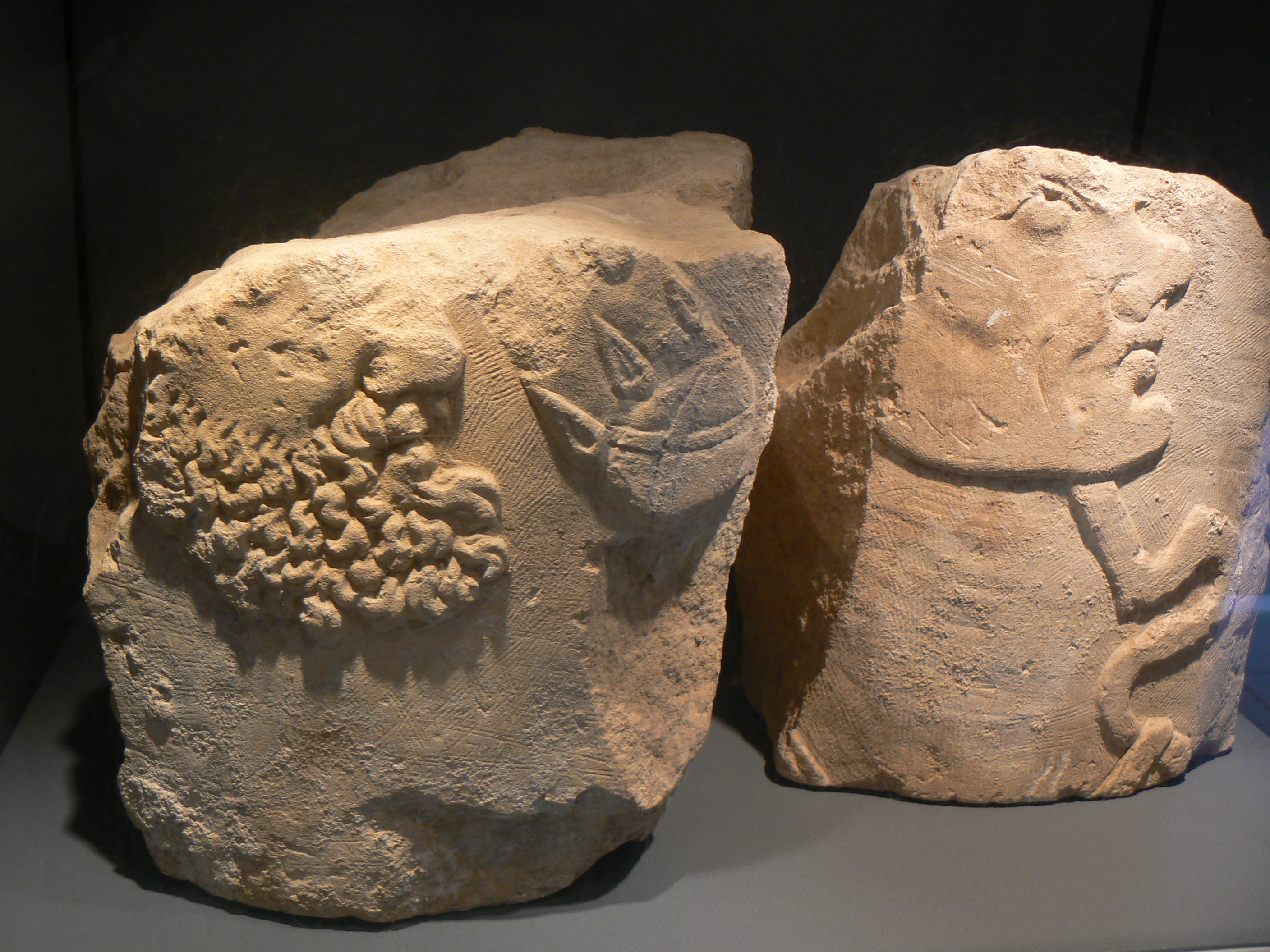
Fragments du « pilier aux masques », calcaire, IIIe siècle

### Castellum

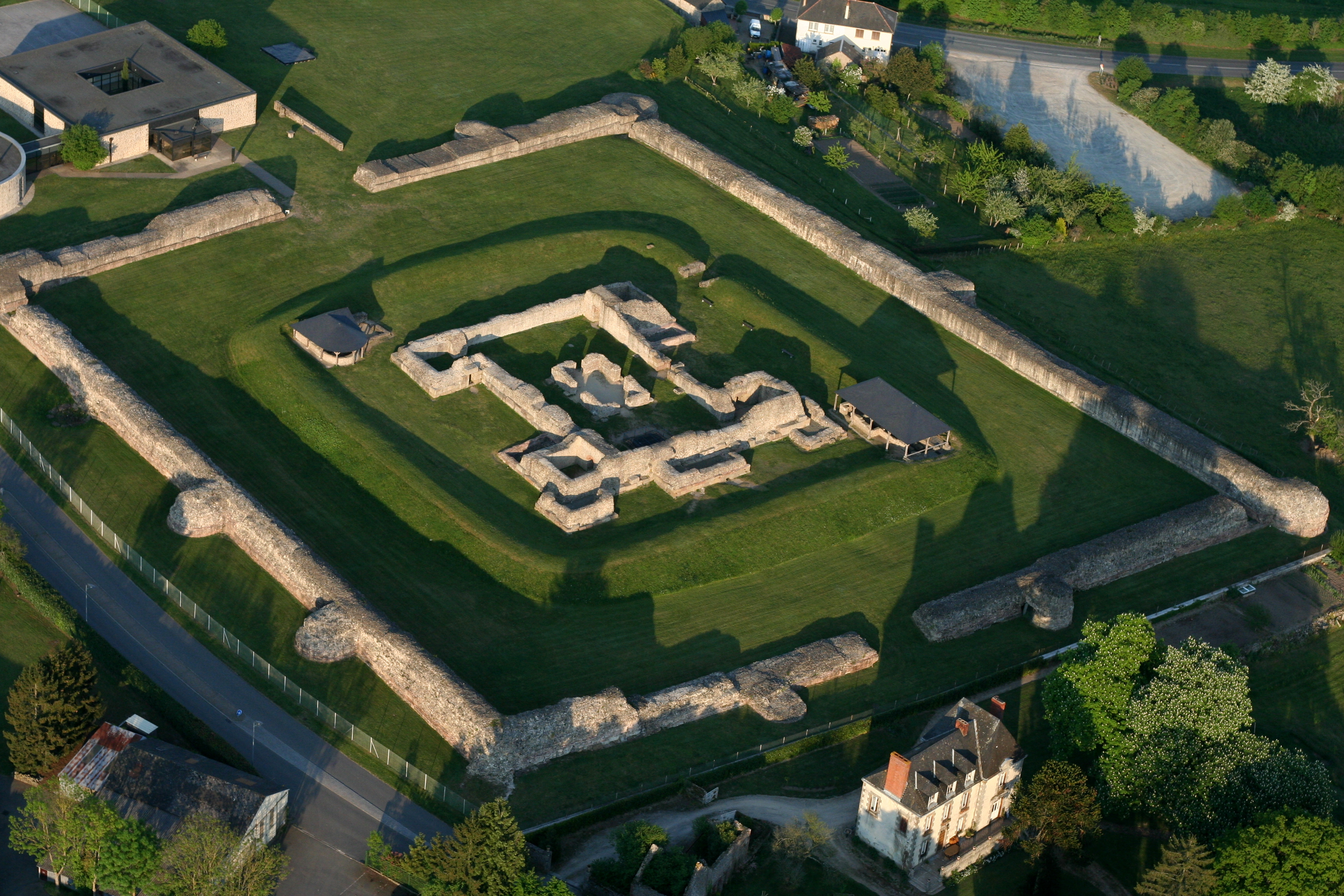
Vue aérienne du castellum.

Le castellum est une fortification en forme de trapèze de 117,50 × 104,25 mètres. Fouillée par François-Jean Verger en 1834, elle est acquise en 1839 par le département à la suite de l'intervention de Prosper Mérimée ; la construction est alors connue comme romaine depuis le début du XVIIIe siècle même si elle est d'abord mal identifiée. La première étude importante liée au dégagement de la construction suit cette acquisition, avec des fouilles d'Augustin Magdelaine en 1839 et d'Henri Barbe en 1867. À partir du dernier quart du XIXe siècle, des recherches limitées ont lieu. Mais l'étude générale du monument est le fait de René Rebuffat entre 1975 et 1990.

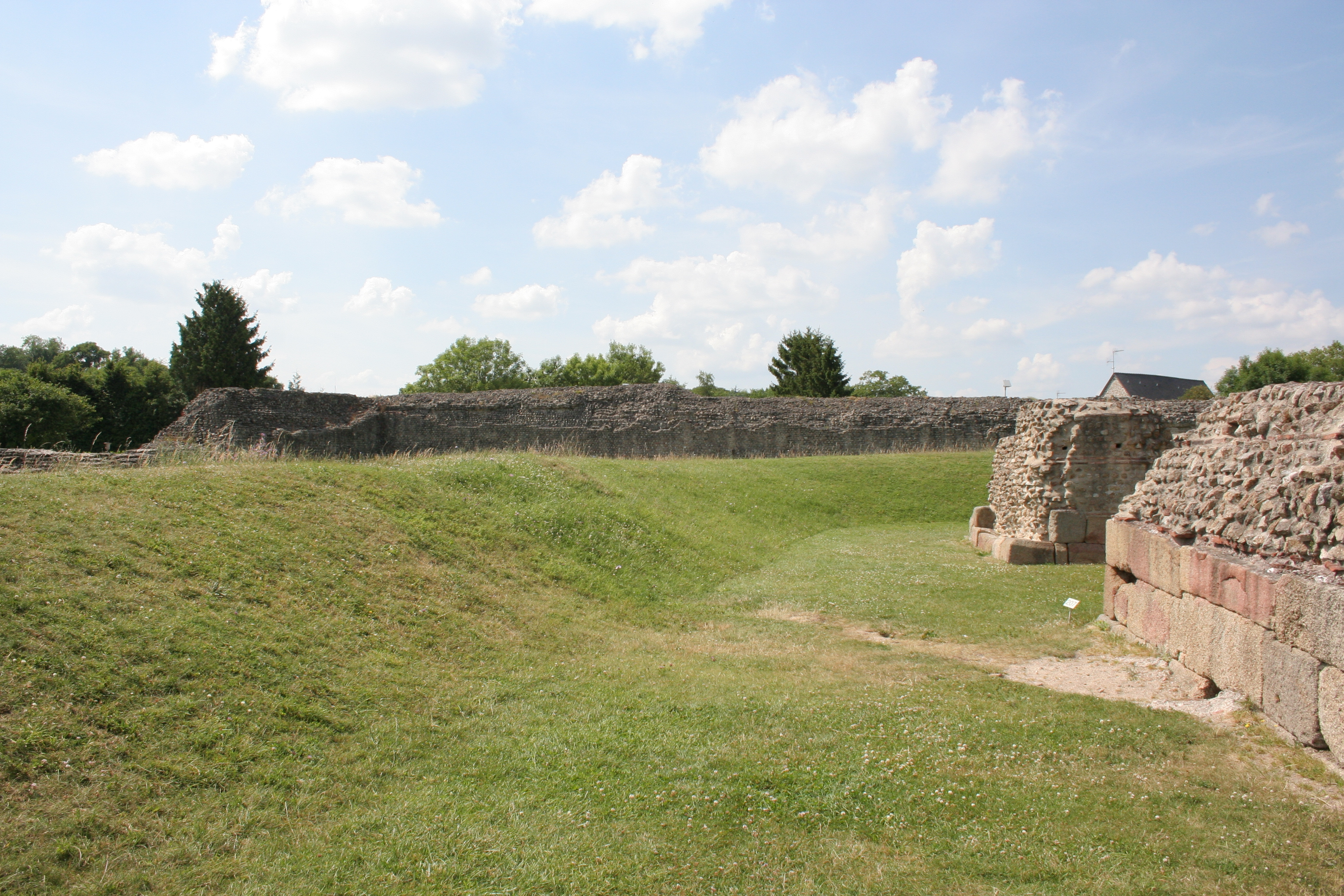
Enceinte du bâtiment central (droite), rempart de terre l'entourant (milieu) et enceinte générale (gauche).

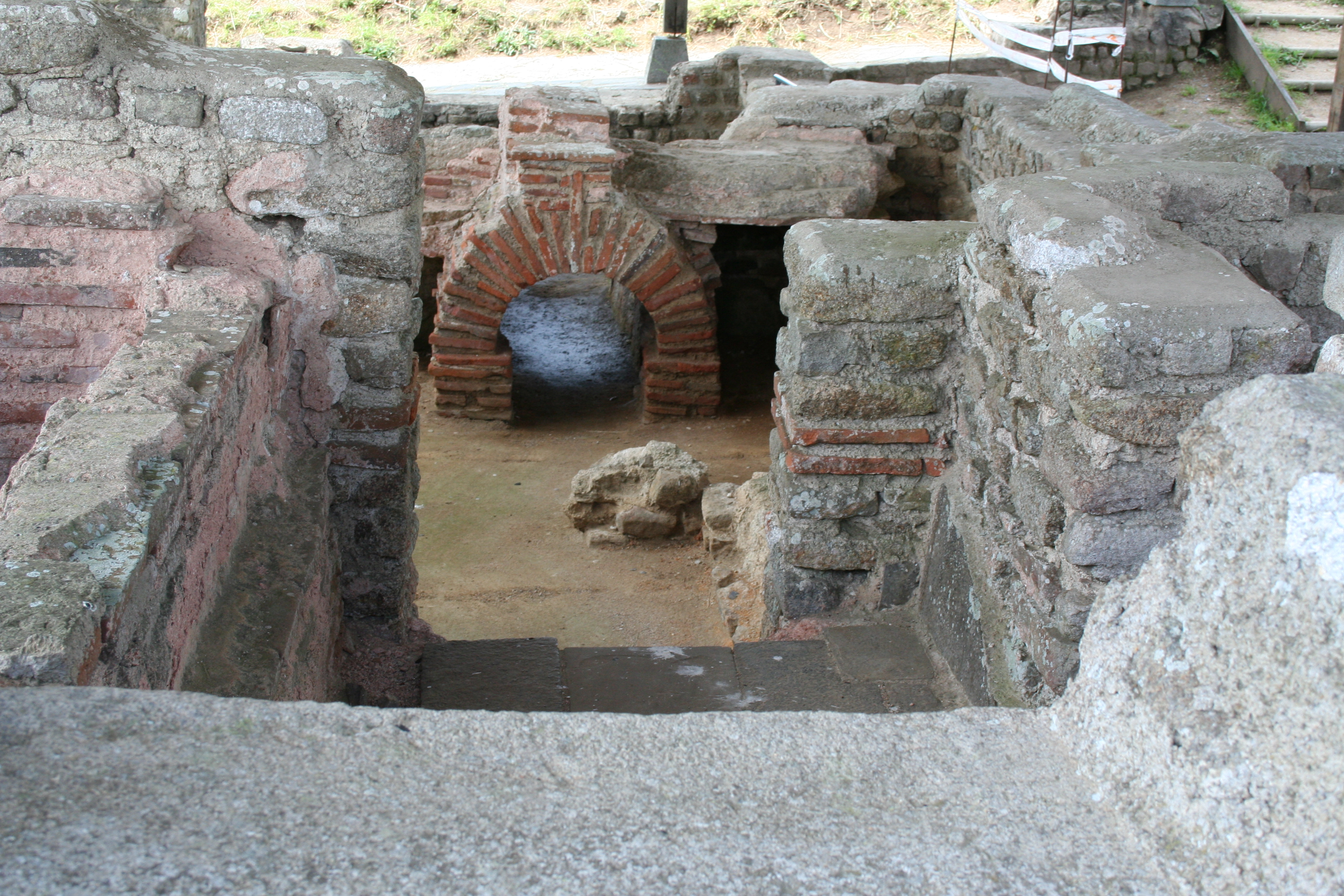
« Grands thermes » situés à proximité du rempart de terre.

Le plan des ruines laisse apparaître trois phases dans la construction.
Au centre, une tour prétorienne massive rectangulaire de 22 × 23 mètres a été construite à la fin du IIe ou au début du IIIe siècle. Elle possédait un étage, une cour et était flanquée de puissantes tourelles carrées à chacun de ses angles. René Rebuffat y voit un bâtiment de l'administration impériale lié peut-être au service de l'annone. Ce bâtiment aurait également pu être utilisé dans le cadre du cursus publicus. Des annexes étaient présentes, peut-être des silos, ainsi que quatre puits répartis également entre l'intérieur et l'extérieur.
Un rempart de terre précédé d'un fossé de dix mètres de large, percé au sud-est d'une porte, entoure la tour et témoigne de l'urgence de la situation sécuritaire à la fin du IIIe siècle. Les découvertes monétaires effectuées datent cet élément de la période 274-285. Une muraille d'environ 120 mètres de côté et pourvue de tours circulaires à ses angles et sur ses faces complète le dispositif vraisemblablement au début du règne de Dioclétien, après comblement du fossé,. Ces neuf tours, pleines à l'intérieur, ont un diamètre de six à sept mètres. Le complexe n'a sans doute jamais été achevé car les défenses devant assurer la protection des entrées n'ont jamais été terminées. Cet état d'inachèvement est peut-être dû à la perte de l'importance stratégique de la cité diablinte au profit de la frontière rhénane.
La bâtisse a longtemps été considérée comme défensive mais certains historiens lui attribuent désormais une fonction de stockage de grains ou de biens plus précieux tels que l'or ou l'étain. Elle aurait aussi servi de lieu de regroupement pour l'impôt en nature.

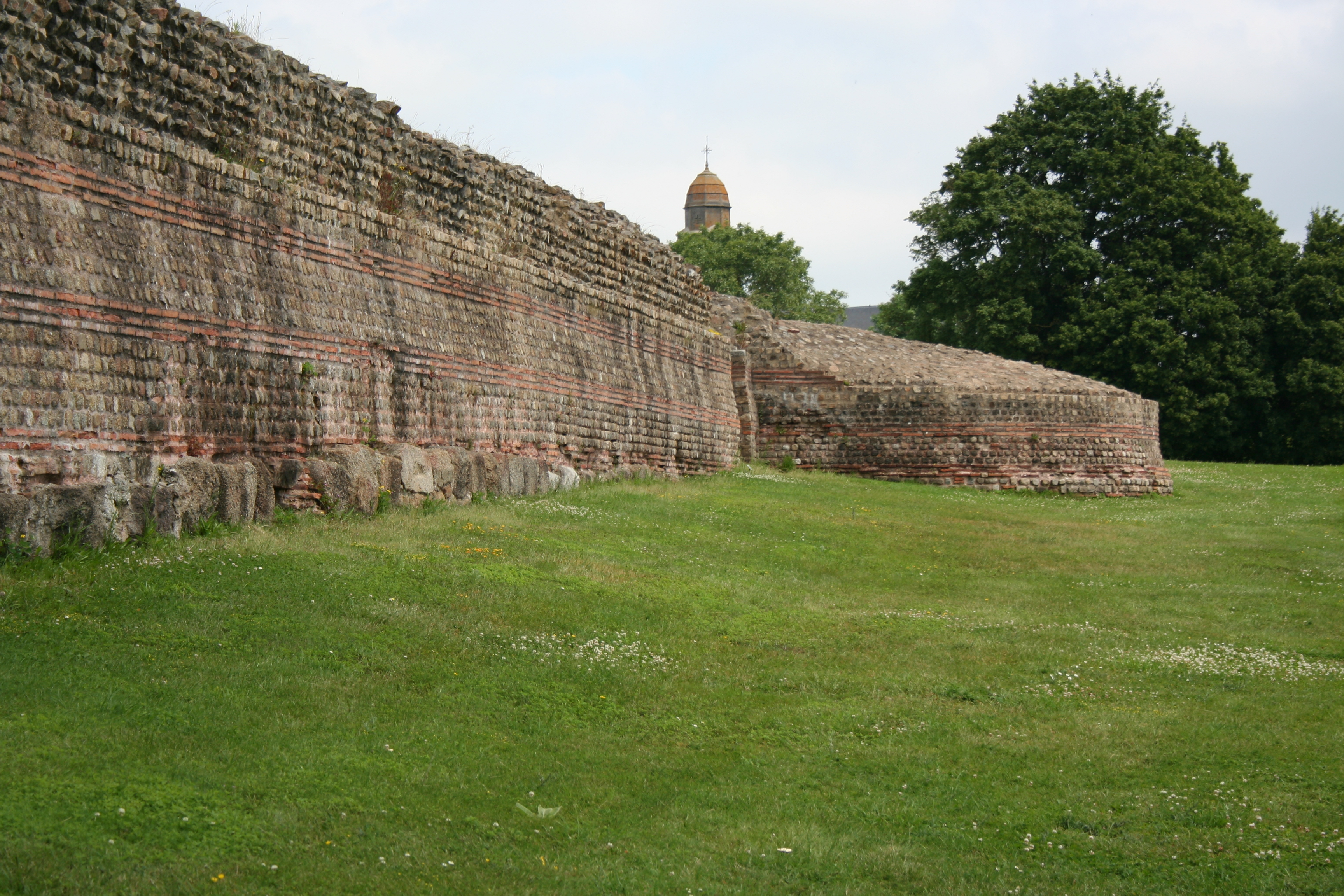
Vue sur l'enceinte extérieure du castellum.

À l'intérieur de l'enceinte, on trouve les vestiges de deux complexes thermaux, l'un au nord-est et l'autre au sud-ouest. Les « petits thermes » sont très simples avec deux pièces, dont l'une sur hypocauste et l'autre servant de vestiaire et de chaufferie. Les « grands thermes » de douze mètres sur six possèdent les pièces principales d'un établissement de bains : vestibule, frigidarium, trois salles sur hypocauste (dont une salle tiède et une étuve) et une chaufferie. Les « grands thermes » sont destinés au personnel dirigeant de la forteresse tandis que les plus petits sont probablement utilisés par les occupants plus modestes (esclaves, soldats…).
Des fragments d'éléments architecturaux de bâtiments détruits, utilisés en réemploi dans les maçonneries et fondations de la muraille, ont été retrouvés lors des fouilles : des fûts de colonnes mais aussi des fragments du « pilier aux masques ».

### Thermes
Les thermes complètent la parure monumentale de la cité sous le règne de Trajan même si des travaux ont encore lieu sous les Sévères. Ils sont transformés pour partie en église (tout comme à Entrammes) durant l'Antiquité tardive.

Plan du complexe thermal : salle tiède (2), étuve (3), bains chauds (4), salle chaude (5), foyer (7), palestre (8), péristyle (9), portiques et boutiques (10), emprise de l'église actuelle (13) ; la pièce avec le bassin représenté en bleu est le frigidarium.

Bien que la découverte de l'édifice remonte à 1842 lors de travaux de voirie, avec une prolongation du fait de travaux réalisés chez un particulier en 1863, la véritable occasion de connaître davantage le monument est donnée lors de la destruction de l'ancien lieu de culte catholique vers 1878. Des travaux de canalisation en 1957 puis 1969 permettent de compléter la connaissance du plan de l'édifice. René Diehl met au jour les vestiges présents sous l'église en 1973-1974, cette fouille étant suivie par la mise en valeur des vestiges et l'ouverture au public qui permet d'en exposer la piscine dallée ainsi qu'un système d'hypocauste. De nouvelles fouilles permettant de préciser le plan ont lieu à l'extérieur du bâtiment vers l'an 2000, matérialisées au niveau du parvis du portail principal de l'église.
Les thermes occupaient un îlot urbain large d'une soixantaine de mètres. Le complexe thermal s'élevait au milieu d'une enceinte de portiques ; des annexes complétaient l'ensemble. Les éléments de l'ensemble thermal visibles de nos jours sont le bain froid, la salle tiède et les bains chauds. La salle froide ou frigidarium possède une piscine (bassin commun rectangulaire) avec une abside sur son flanc méridional et un vestiaire sur son flanc oriental. Si le bassin de la piscine était plus grand dans son état initial, la réfection avec dallage de schiste date elle d'après la seconde moitié du IIe siècle. La salle tiède possède un hypocauste situé à sa périphérie alors qu'au nord, les fouilleurs du XIXe siècle ont aussi souligné une pièce sur hypocauste. La salle des bains chauds possède deux absides. En outre, à l'ouest, un foyer a été repéré.
Un aqueduc souterrain de huit kilomètres apportait l'eau dans l'établissement. Deux égouts permettaient d'évacuer les eaux usées en direction de la zone du théâtre, l'un au départ des bains froids et l'autre à partir des bains chauds.
On connaît peu de choses des éléments de décoration même si des fragments de mosaïques ont été retrouvés, ainsi qu'un fragment d'enduit mural peint supposé provenir des thermes.

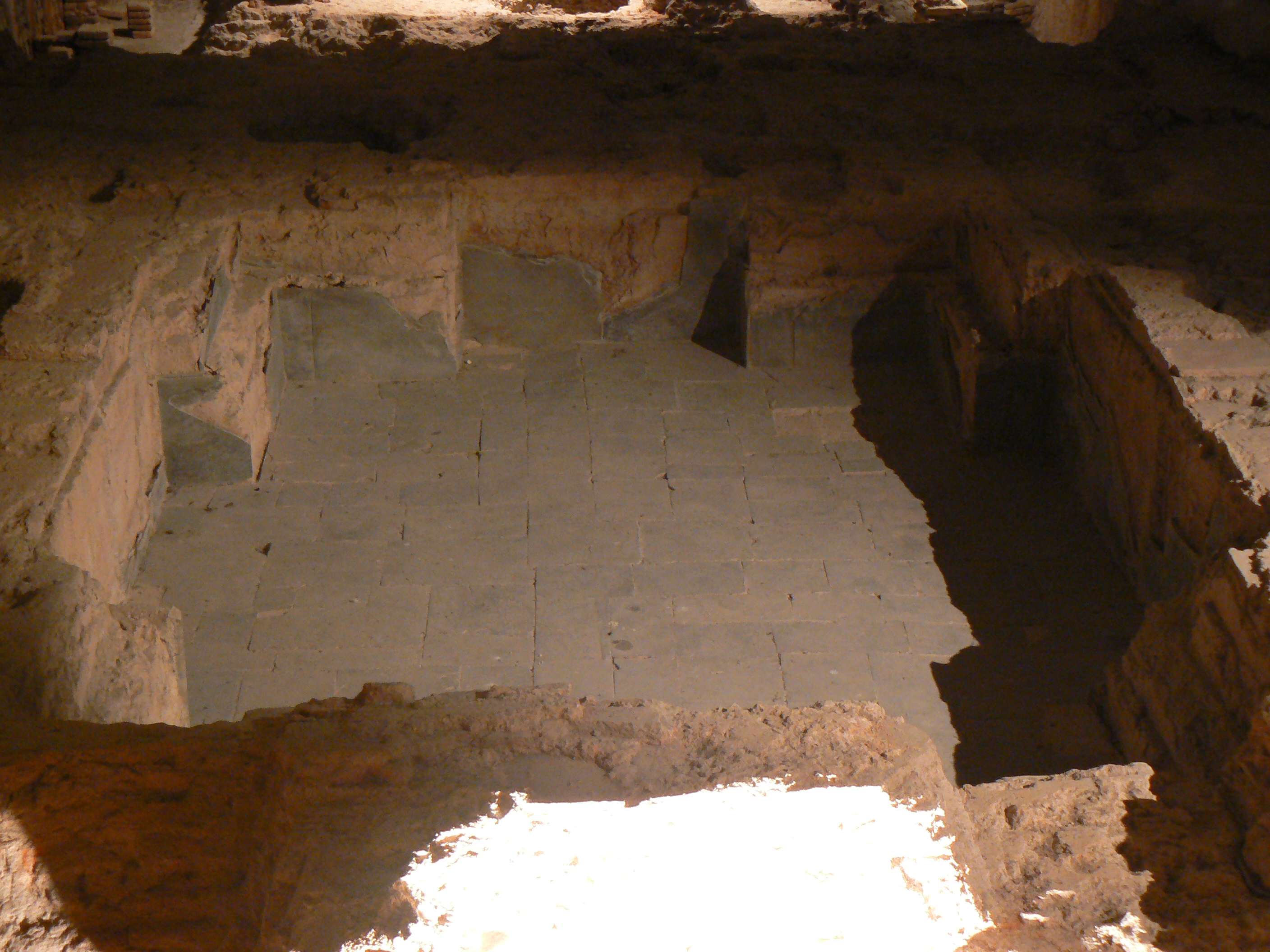
Piscine du frigidarium avec son dallage de schiste
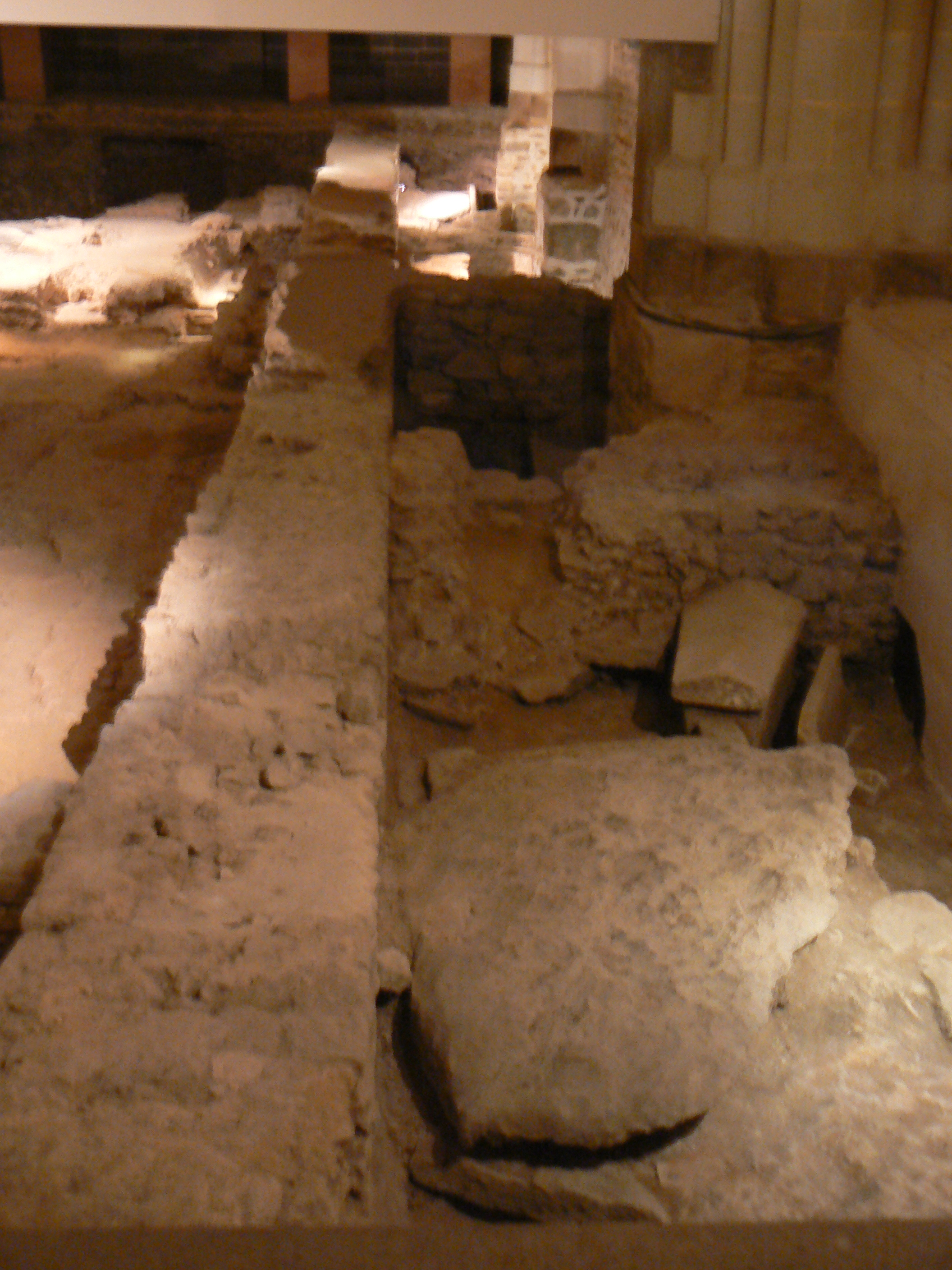
Mur de droite des thermes bordé par les sarcophages de la nécropole mérovingienne

### Sanctuaire
Identifié en 1835 puis acheté et classé monument historique par le département en 1912, le temple dit de la Fortune présente de nos jours des vestiges romains d'un sanctuaire ayant succédé à un lieu de culte de l'époque gauloise.
Le monument a été fouillé à de nombreuses reprises au XIXe et au XXe siècle, par François-Jean Verger (1835-1839), Augustin Magdelaine (1843), Henri Barbe (1855-1867 et 1903), Julien Chappée et Reboursier (1906-1912), Robert Boissel et Yves Lavoquer (1942), Robert Boissel (1943-1946), André Pioger (1952-1957) et Jacques Naveau (1986-1991). Après les premières fouilles stratigraphiques réalisées en 1942, les dernières fouilles remontant à la fin des années 1980 permettent une restauration ainsi qu'une mise en valeur du site dans la perspective d'accueillir le public.
Le site était constitué d'une enceinte d'environ 70 mètres de côté dont des vestiges sont conservés au sud-ouest, les bords de la cour étaient constitués de portiques. Au milieu se situait le temple stricto sensu.

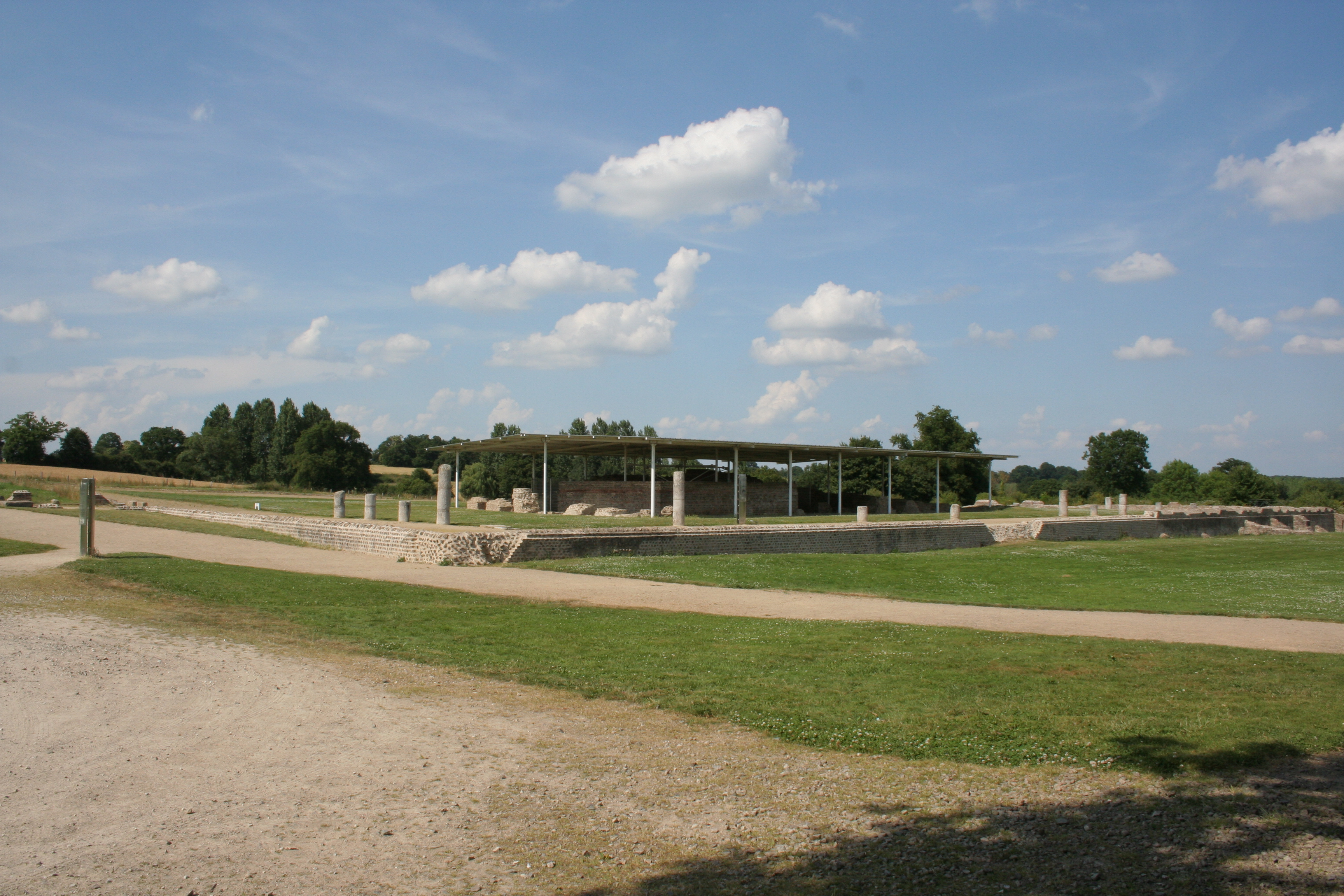
Sanctuaire de Jublains
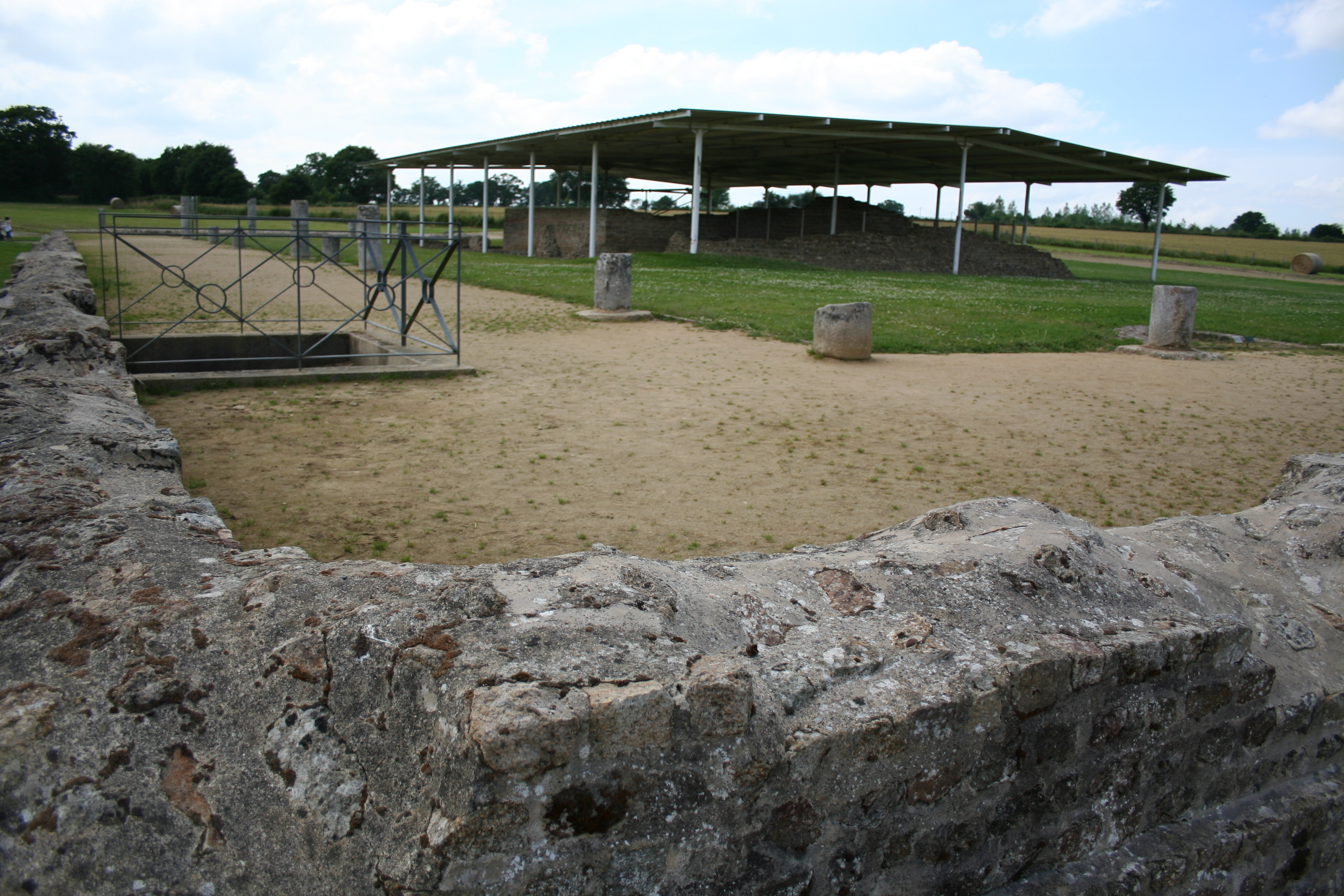
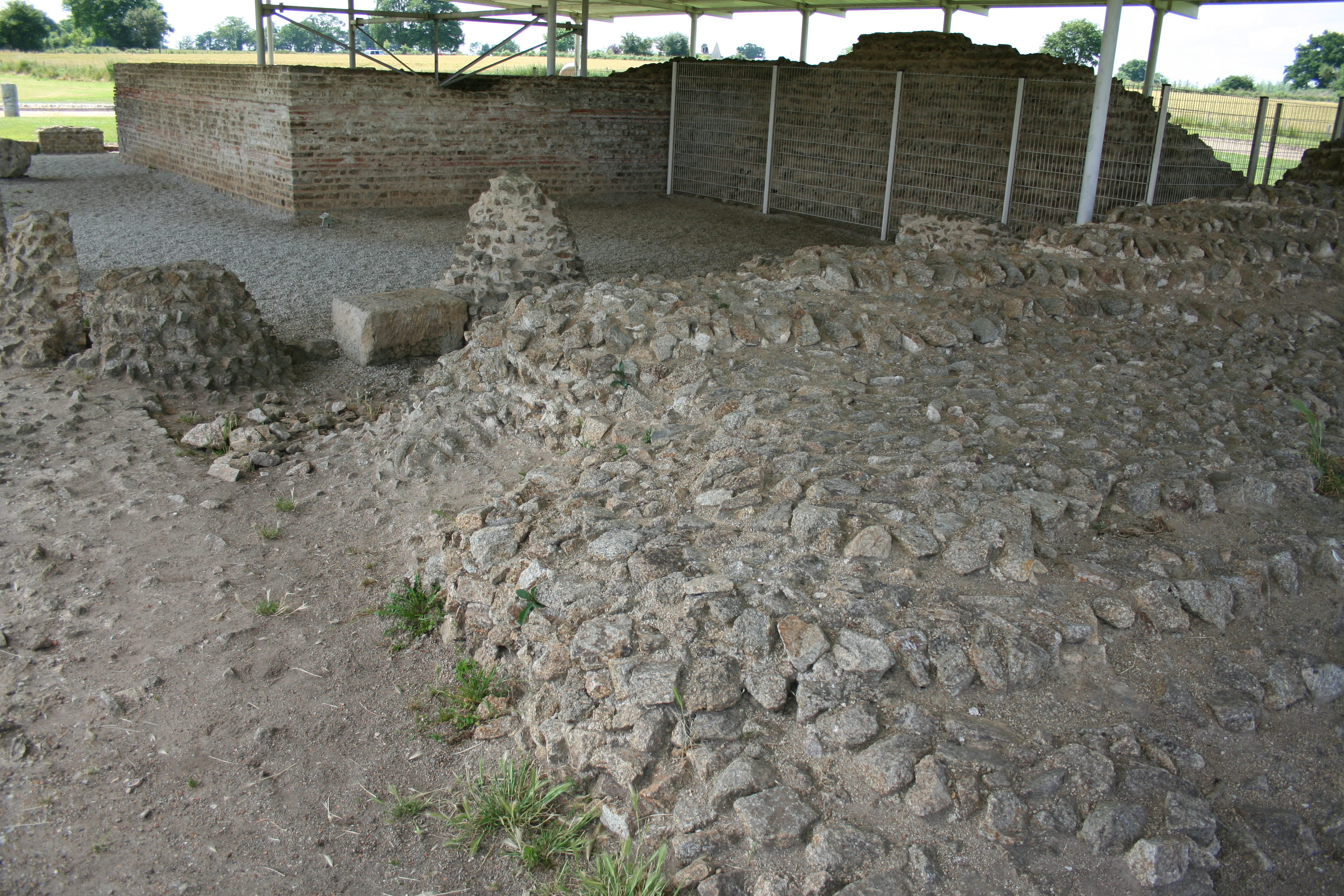
Noyau de la rampe d'accès au temple
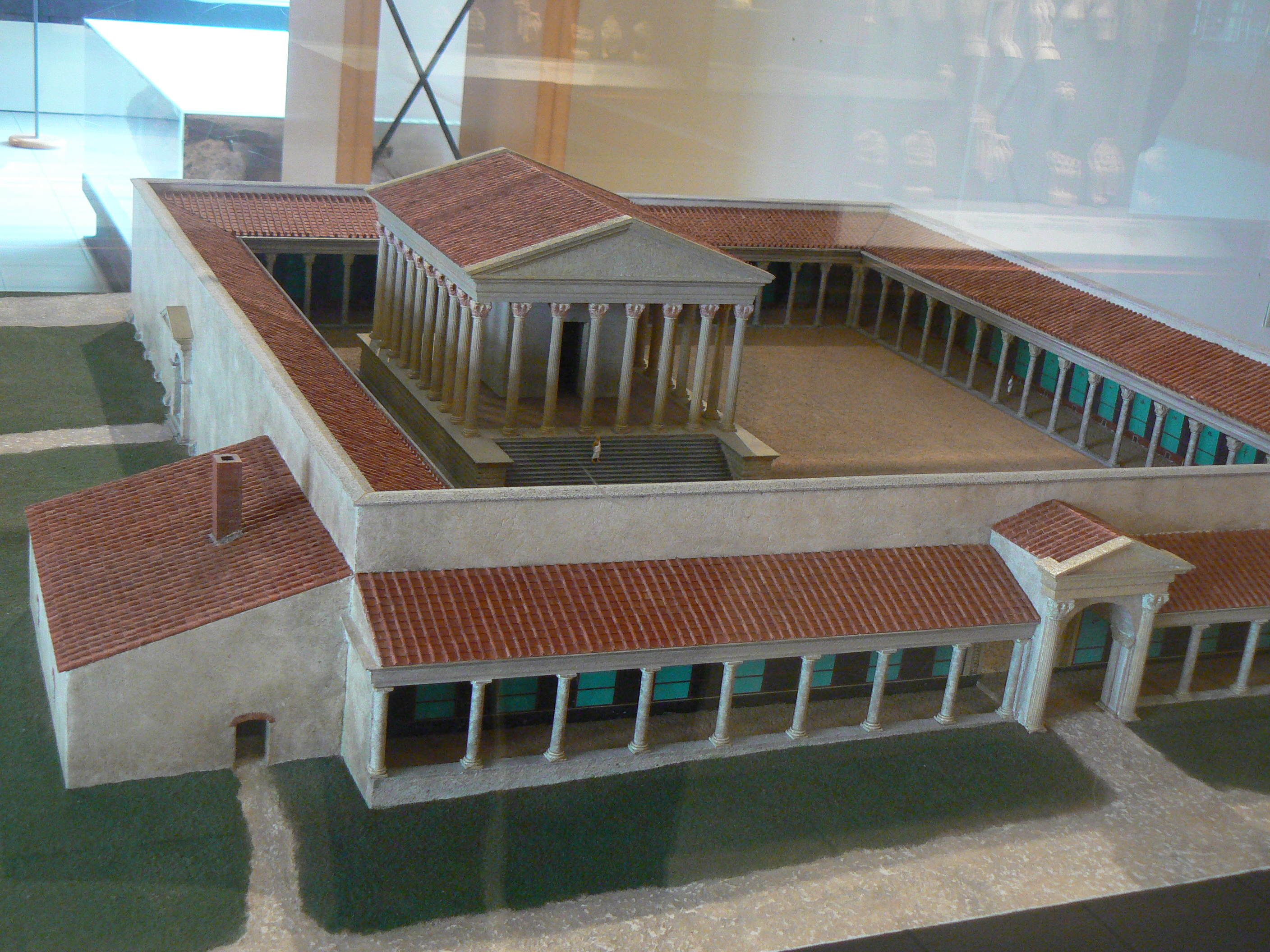
Maquette du sanctuaire située dans le musée

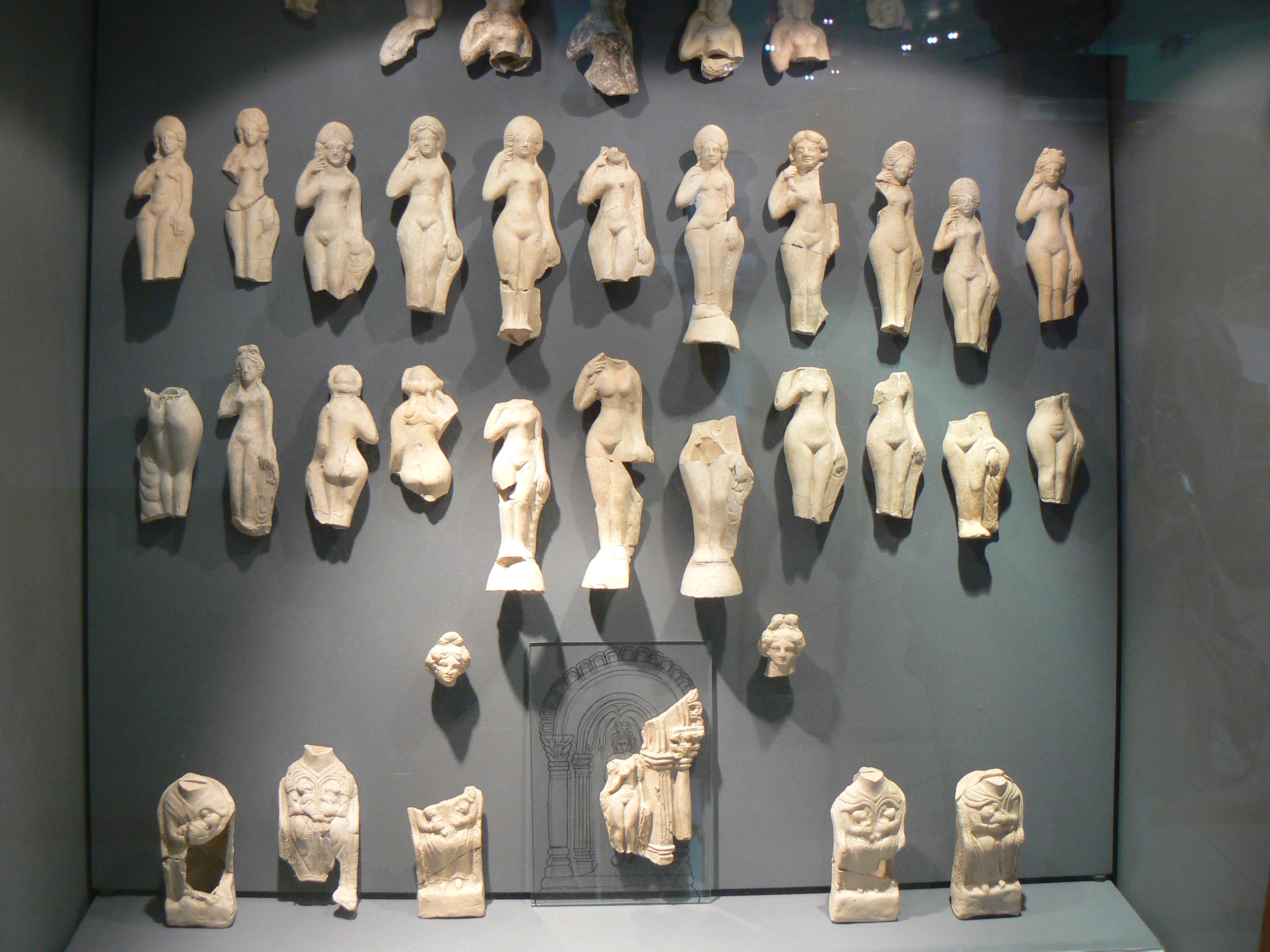
Statuettes de Vénus de terre blanche trouvées à proximité du sanctuaire de Jublains (Musée archéologique départemental de Jublains)

Le sanctuaire possède deux accès, dont le principal dispose d'un couloir précédé par un escalier. À l'extérieur se trouve une construction destinée aux ablutions. L'eau alimentant cet espace est fournie par une canalisation souterraine provenant du temple,. L'hypothèse d'un sanctuaire consacré à une déesse liée à une source se heurte à la faiblesse de l'eau disponible, les aménagements semblent avoir eu pour objet de recueillir une eau rare. La divinité à laquelle le sanctuaire est dédié n'est pas connue, les archéologues évoquant une divinité indigène apparentée à Mars, voire une déesse mère du fait des fragments de statue ainsi que des Vénus en terre blanche découvertes sur les lieux et appartenant à un commerce lié, semble-t-il, au sanctuaire.

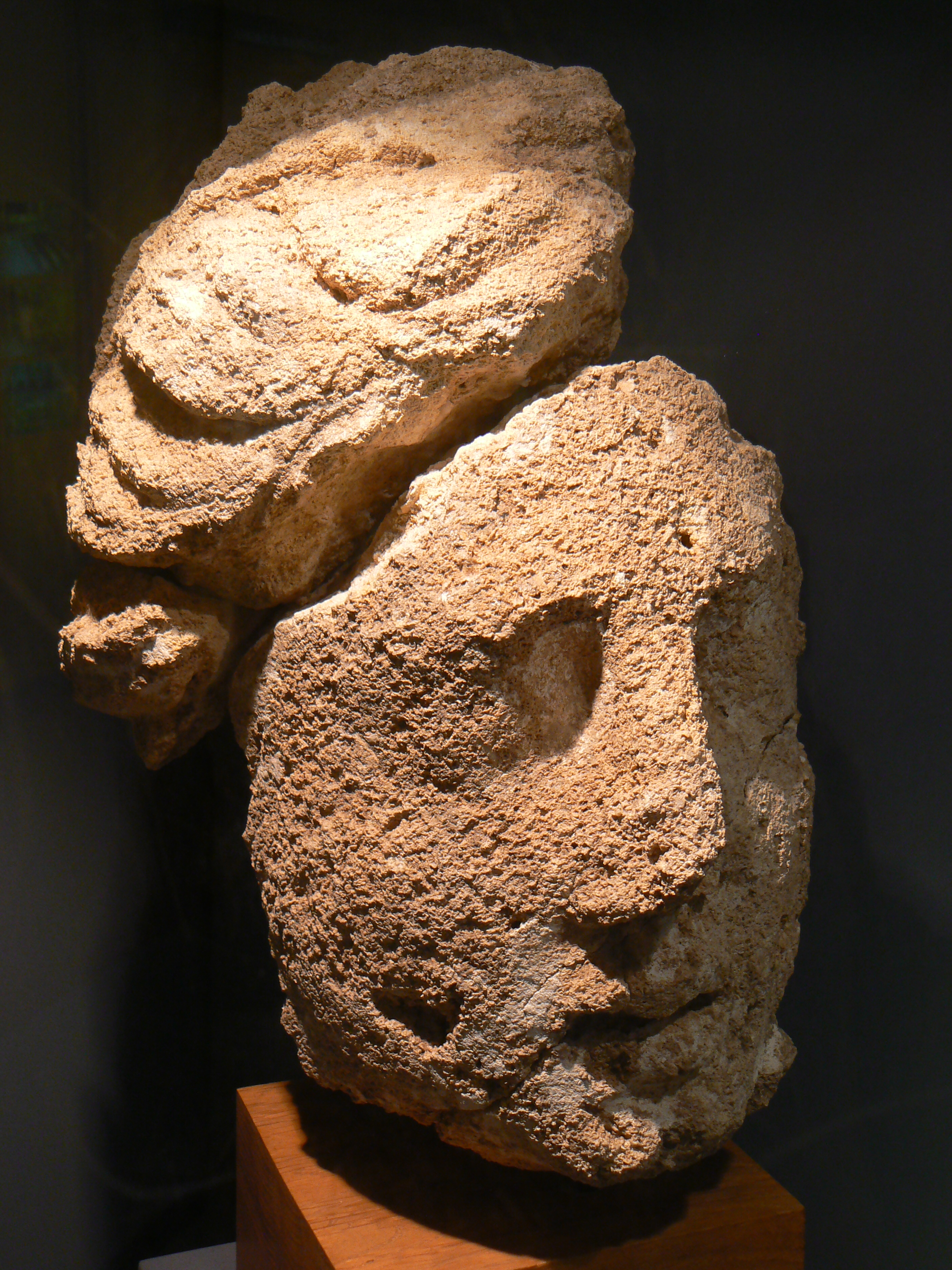
Tête de déesse-mère trouvée lors des fouilles, calcaire coquillier, Musée archéologique départemental de Jublains

Les fouilles ont livré un grand nombre de fragments d'offrandes : succédant à des offrandes celtiques, les archéologues ont retrouvé des éléments métalliques de bronze à usage exclusivement votif. La pierre locale a servi aux parties invisibles du monument, tandis que le calcaire coquillier de la Loire habillait l'extérieur. Les colonnes du péribole étaient taillées dans du grès en provenance d'une dizaine de kilomètres de la cité alors que les chapiteaux étaient en tuffeau. Les fouilles ont aussi mis au jour un certain nombre d'éléments de la décoration du sanctuaire, désormais exposés au musée, entre autres une tête de statue de déesse mère en calcaire coquillier et des fragments de fresques dont l'un représente un pigeon ; celle-ci constituait le décor de l'une des entrées du péribole. Des enduits peints étaient présents également sur le mur extérieur.
Le temple à proprement parler est décentré vers le sud-ouest. Cette configuration est peut-être à relier à la conservation d'éléments d'une construction en matériaux non durables plus ancienne ou à la nécessité de disposer d'un espace de rassemblement préalable pour des processions.
Les vestiges actuels appartiennent au podium d'un temple périptère octostyle, plus précisément au soubassement de la cella. Le temple avait une taille de trente mètres sur vingt, la cella étant entourée d'une galerie.
Des monnaies arborant le portrait de Néron, postérieures à 65, ont été identifiées comme un dépôt de fondation datable du moment où la construction gauloise a laissé place à une construction en pierre,. Des travaux ont été menés dans les parties aériennes du temple, sans doute sous le règne des Sévères. Les archéologues ont daté de la fin du IIIe siècle une condamnation des porches d'entrée, les fragments de la statue de déesse mère provenant de ces maçonneries. Par la suite, une réouverture partielle a eu lieu, comme en témoigne une monnaie datant du règne de Magnence découverte lors des excavations de 1959, l'abandon du monument ayant eu lieu vers 350.

### Habitat
Les recherches se sont concentrées très longtemps sur les bâtiments publics, même si les fouilleurs ont trouvé des structures d'habitation à plusieurs reprises. Les recherches sur la ville sont en phase d'expansion depuis les années 1990, en liaison avec les acquisitions foncières et une programmation rigoureuse des fouilles.
Le plan de la cité antique est relativement bien connu même si l'organisation en quartiers ou insulae n'est pas établie en détail. Les espaces les mieux connus concernent la zone qui n'est pas occupée par l'habitat du village actuel.
Parmi les espaces ayant fait l'objet d'études, l'habitat de La Boissière a été fouillé de 1972 à 1979 et a livré des poteries datant de l'époque de La Tène. La bâtisse date du Ier siècle et possède, outre le bâtiment principal, des annexes dont deux puits. Elle est modifiée au IIIe siècle, s'organisant en cour fermée, et occupée jusqu'au Moyen Âge. La Grande Boissière et les fouilles du terrain de sport en 1972-1973 révèlent un bâti lâche. La demeure de La Tonnelle, localisée entre le temple et le forum, est fouillée quant à elle dès le XVIIIe siècle, vers 1834 puis vers 1864-1870. Les fouilles du secteur livrent des statuettes de Vénus et des constructions dont l'une évoquerait un fanum. Des recherches archéologiques aériennes ont également lieu, en particulier en 1989.
La zone dite du Clos aux Poulains a livré la seule mosaïque retrouvée sur le site en 1776 par Mathurin Lair de la Motte, curé de Jublains, en faisant défricher un taillis dans un champ de son presbytère. Provenant sans doute d'un édifice thermal, elle a été détruite pendant la Révolution française. D'autres fouilles ont lieu dans le secteur aux mêmes périodes que celles de la demeure de La Tonnelle.
Le sud-ouest du site a livré peu d'éléments si ce n'est des traces d'artisanat de poterie et de fonderie, contrairement au sud-est qui était très densément bâti. L'extérieur du périmètre urbain au sens strict a aussi livré des éléments d'habitation et de lieux consacrés à l'artisanat.

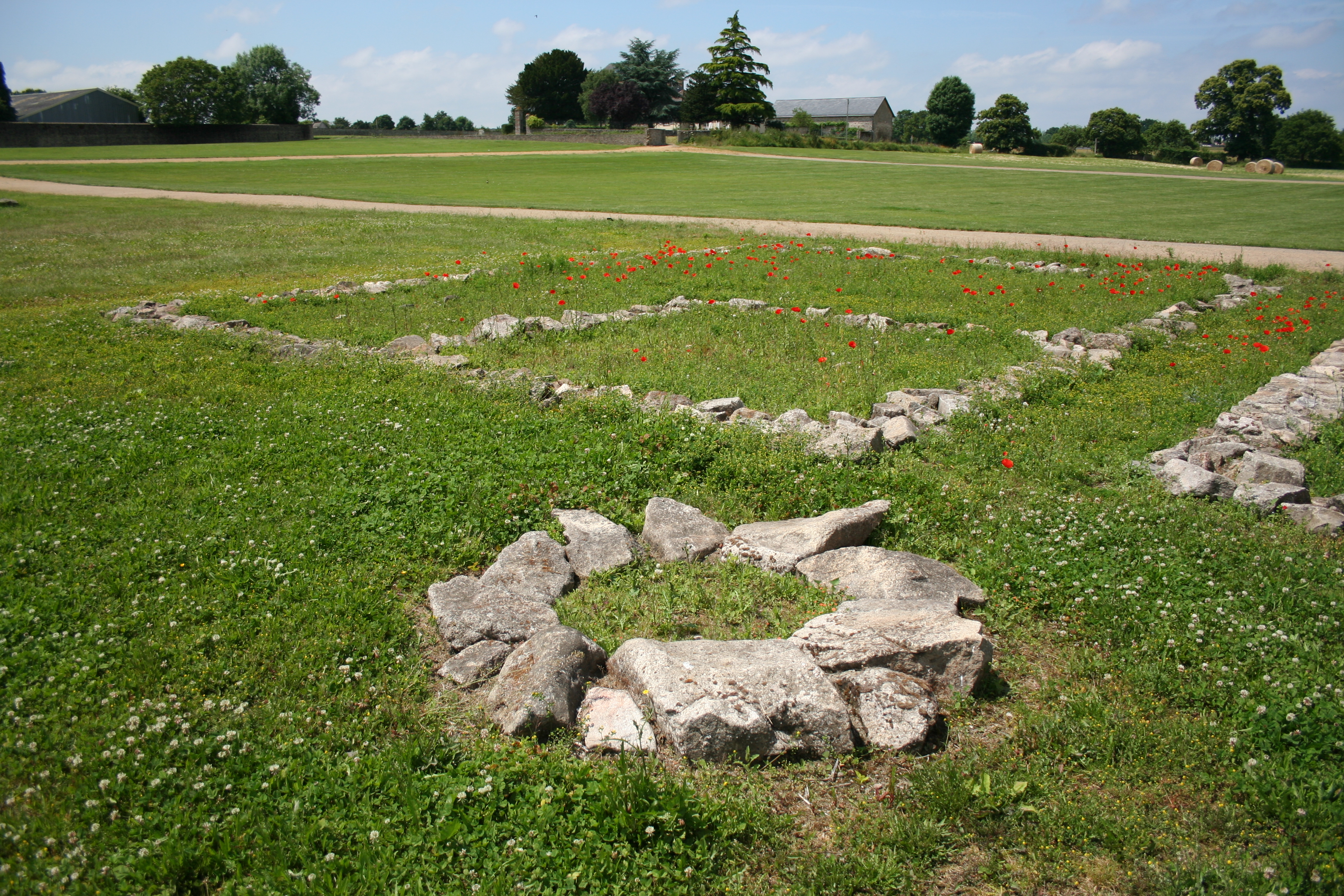
Habitat de La Boissière, avec au premier plan les vestiges d'un puits, maison de La Tonnelle à l'emplacement du forum (au fond)
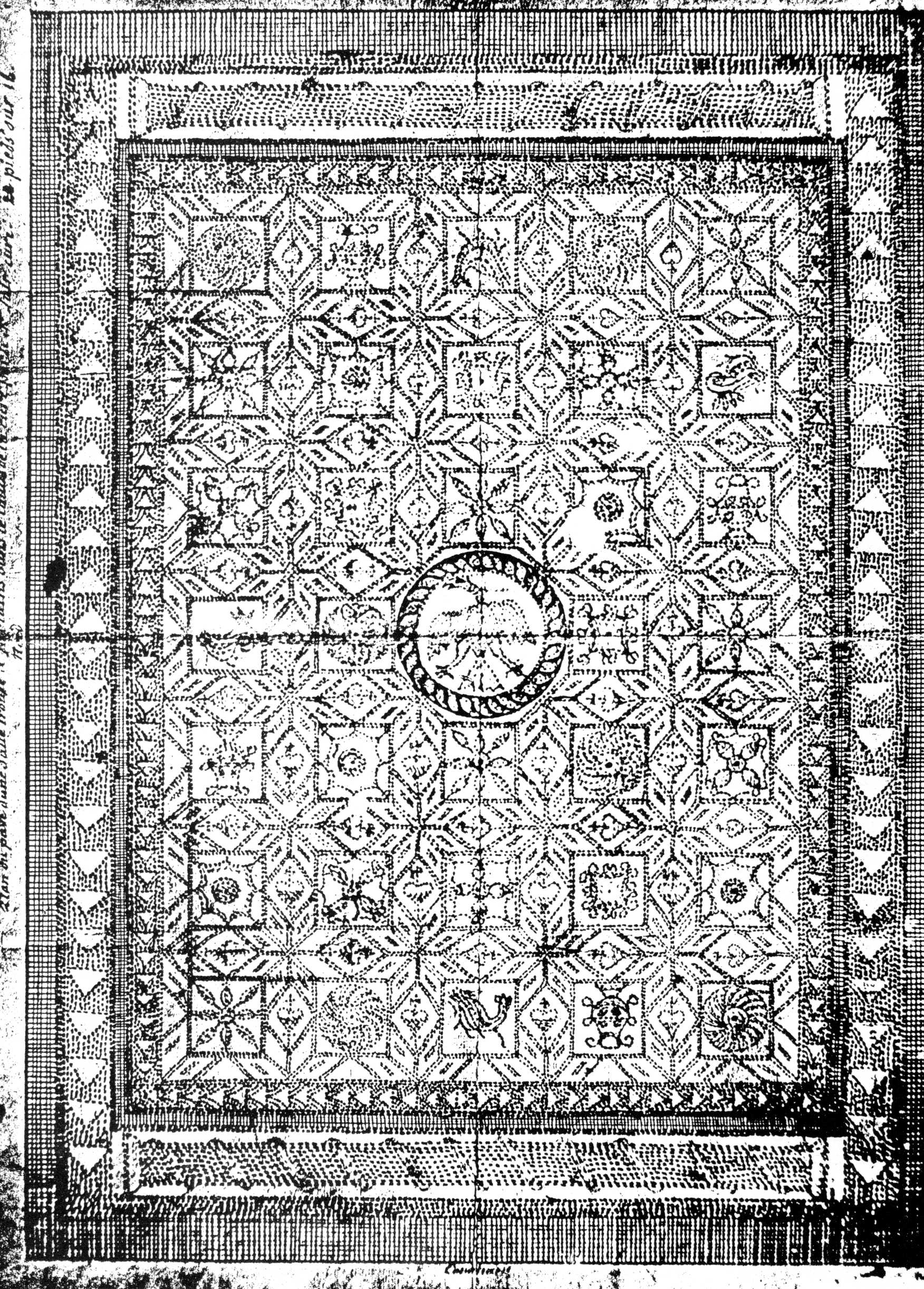
Mosaïque découverte en 1776, dessin de Lair de Lamotte, publié dans l'ouvrage de Henri Barbe en 1865
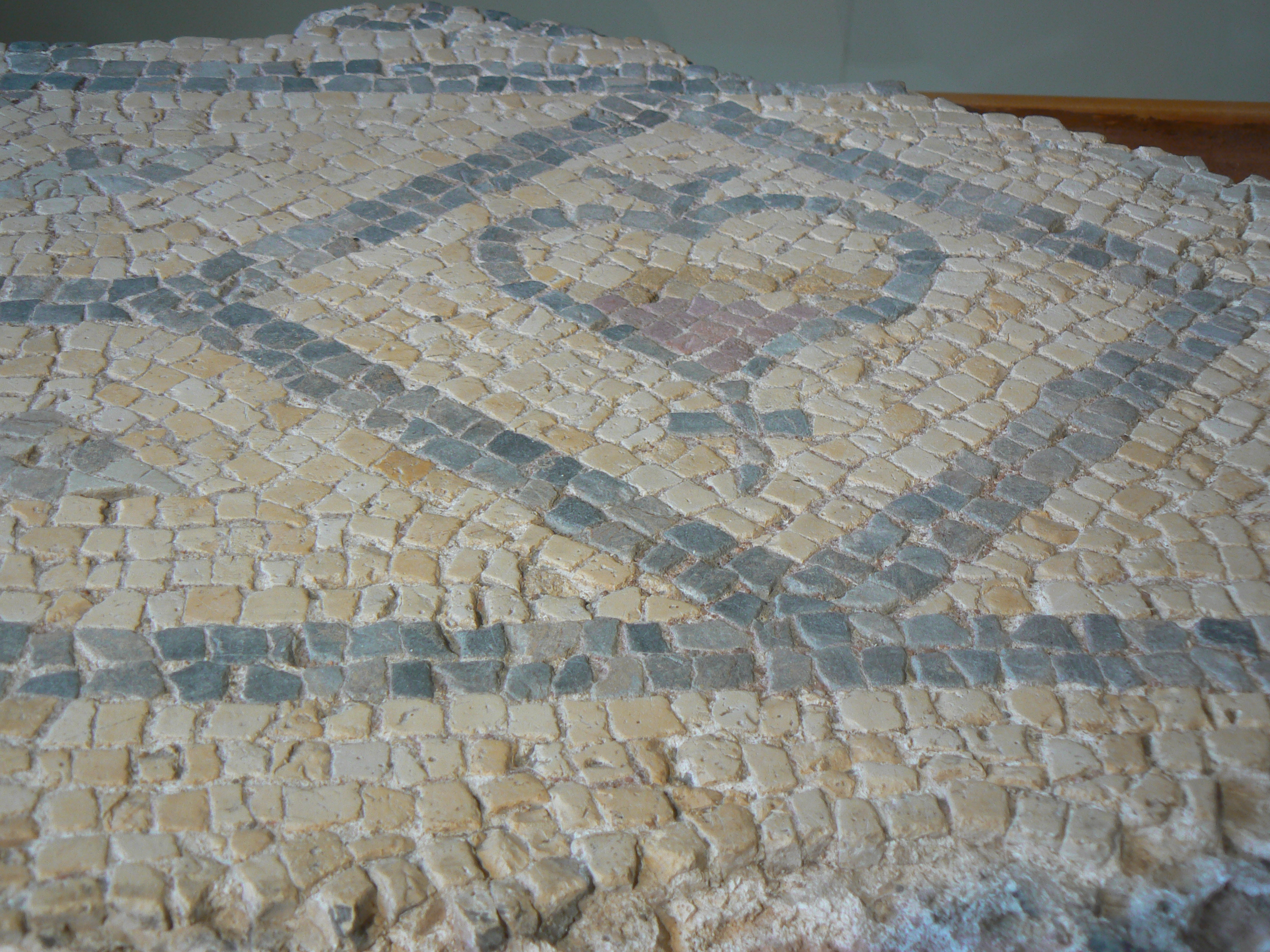
Fragment de la même mosaïque au musée

### Nécropoles

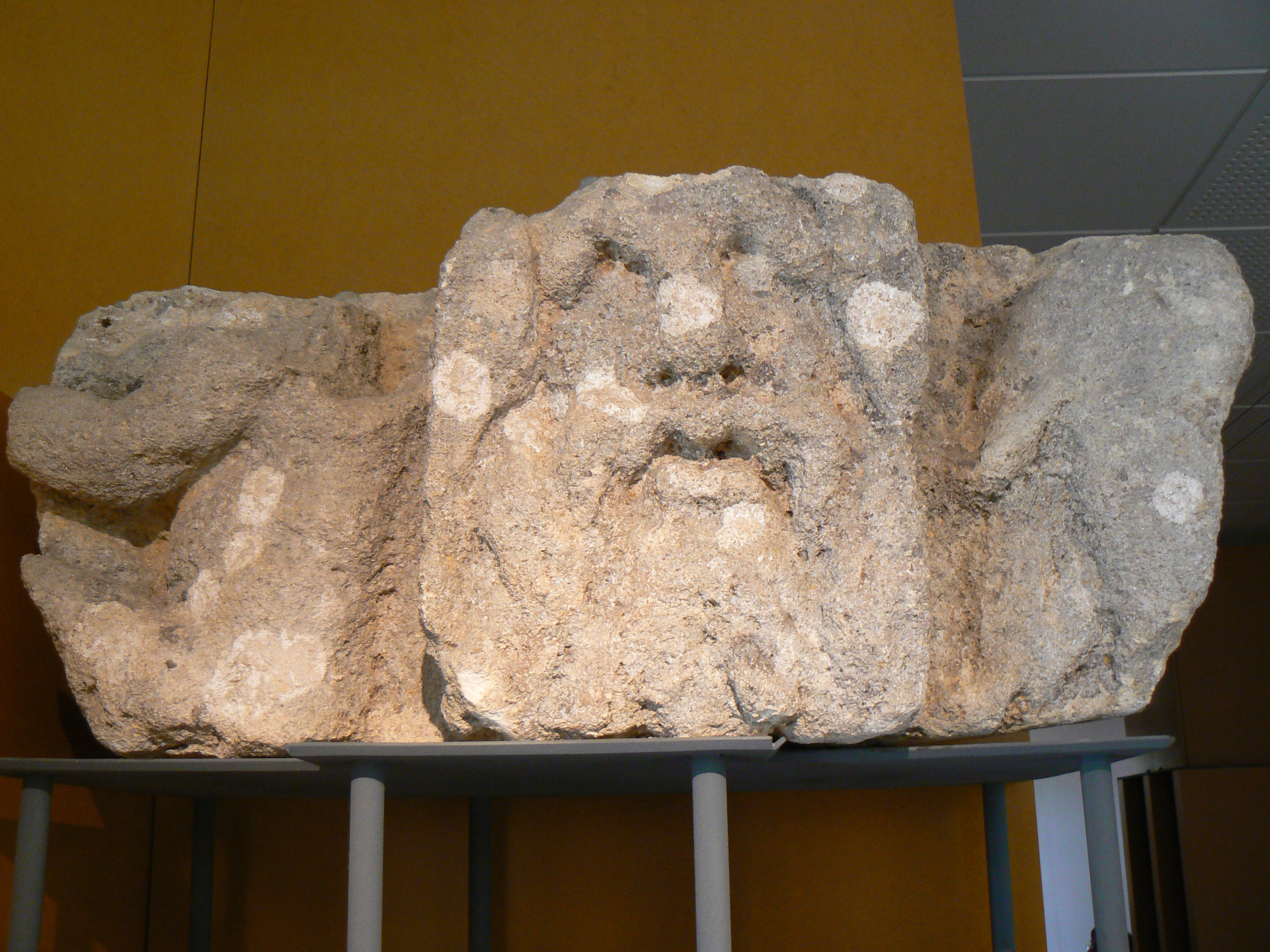
Représentation du dieu Océan, calcaire coquillier, musée de Jublains

Dans le monde romain, les nécropoles sont situées hors des cités. Les nécropoles de la cité diablinte ne sont pas complètement connues de nos jours. Cependant, le périmètre du site antique est relativement assuré.
La « nécropole sud », la mieux connue, était située à l'emplacement du musée archéologique départemental. Les fouilles effectuées entre 1969 et 1972 ont livré une grande majorité de sépultures à incinération datées du Ier au IVe siècle. Une autre nécropole existait à proximité du temple selon les constatations des archéologues du XIXe siècle. À ses abords existait sans doute un mausolée auquel appartenait une représentation du dieu Océan désormais exposée au musée. En outre, des éléments épars ont été trouvés à d'autres endroits.